# Finlandais (cheval)
Pour les articles homonymes, voir Finlandais.
Le finlandais ou cheval finnois (en finnois suomenhevonen) est une race chevaline à la fois de selle et de trait. Elle porte également le nom de finnois universel en anglais, car cette race est réputée répondre à tous les besoins équestres, aussi bien les travaux agricoles et forestiers que les courses de trot et l'équitation. C'est la seule race chevaline native de Finlande. En 2007, elle a été officiellement désignée comme race chevaline nationale.
Bien que l'histoire du cheval en Finlande soit connue jusqu'à la fin de l'âge néolithique, il est impossible de préciser l'origine exacte du cheval finlandais. Ce type de cheval, comme ses prédécesseurs, est unique en Finlande depuis des siècles, si bien que l'histoire des chevaux en Finlande est presque identique à l'histoire du cheval finlandais. Il est désigné comme une race distincte au tournant du XIIIe siècle. À partir des années 1500, les documents témoignent de l’impact de plusieurs races légères et de demi-sangs. Il en résulte un cheval plus grand et mieux adapté. Le registre d’élevage du cheval finlandais est fondée en 1907, il encourage longtemps l’élevage en sang pur. À cause de la motorisation de l’agriculture finlandaise et du basculement de la cavalerie vers l’infanterie pendant la seconde moitié des années 1900, le nombre de chevaux finlandais chute de plus de 400 000 têtes à moins de 20 000. La race continue cependant à être employée grâce aux courses de trot populaires, et à sa polyvalence comme cheval de selle.
Le finlandais figure parmi les races de chevaux à sang froid les plus rapides et les plus polyvalentes au monde. En Finlande, l'appellation « cheval universel » comprend aussi bien le finlandais que d'autres chevaux comme le fjord, qui ont une taille relativement réduite et une conformation lourde pour l'équitation mais légère pour la traction. Dans le registre d'élevage du finlandais, il existe quatre sections séparées avec des objectifs différents : un cheval de trait plus lourd, un trotteur plus léger, un cheval de selle polyvalent, et un type poney aux proportions plus petites. Le standard de race commun aux quatre sections définit le cheval finlandais comme puissant, polyvalent et de disposition agréable. La taille moyenne du finlandais est de 155 cm et la robe typique est alezane, souvent avec des crins lavés et des marques blanches.

## Histoire

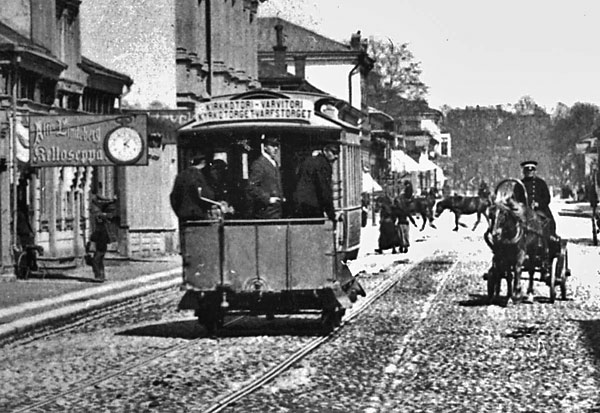
Chevaux finlandais et un tramway hippomobile à Turku, en 1890.

Les ancêtres du finlandais moderne jouent un rôle important comme chevaux de traction pendant toute l'histoire du pays. Ils sont utilisés dans la vie de tous les jours dès l'antiquité jusqu’au XXe siècle. L’ascendance exacte de la race moderne n'est pas claire, mais de nombreuses influences extérieures sont signalées. Les premières preuves archéologiques certaines de chevaux existant dans ce qui est désormais la Finlande datent de l’âge du Fer Moyen (A.D. 400-800). Les ancêtres de la race sont devenus un atout indispensable pour les forces militaires de la région, aussi bien durant la période suédoise et russe que lors de l'indépendance. En plus des fins militaires et de la traction, le finlandais a également été sélectionné pour sa vitesse afin d’exceller aux courses de trot. Ce sport est le facteur principal de la survie de cette race : la deuxième moitié du XXe siècle voit une chute dramatique de la population chevaline, qui passe d'environ 400 000 animaux dans les années 1950 à 14 000 en 1980. Dans les années 2000, la population de la race se stabilise à environ 20 000 animaux.
Le stud-book de la race est ouvert en 1907, aucun croisement extérieur n'a été autorisé depuis. En 1924, le programme d'élevage du cheval finlandais est divisé en deux branches, le cheval de trait et le cheval plus léger, « à tout faire ». En 1971, quatre branches (trait, trotteur, cheval d'équitation et poney) sont créées.

### Origines

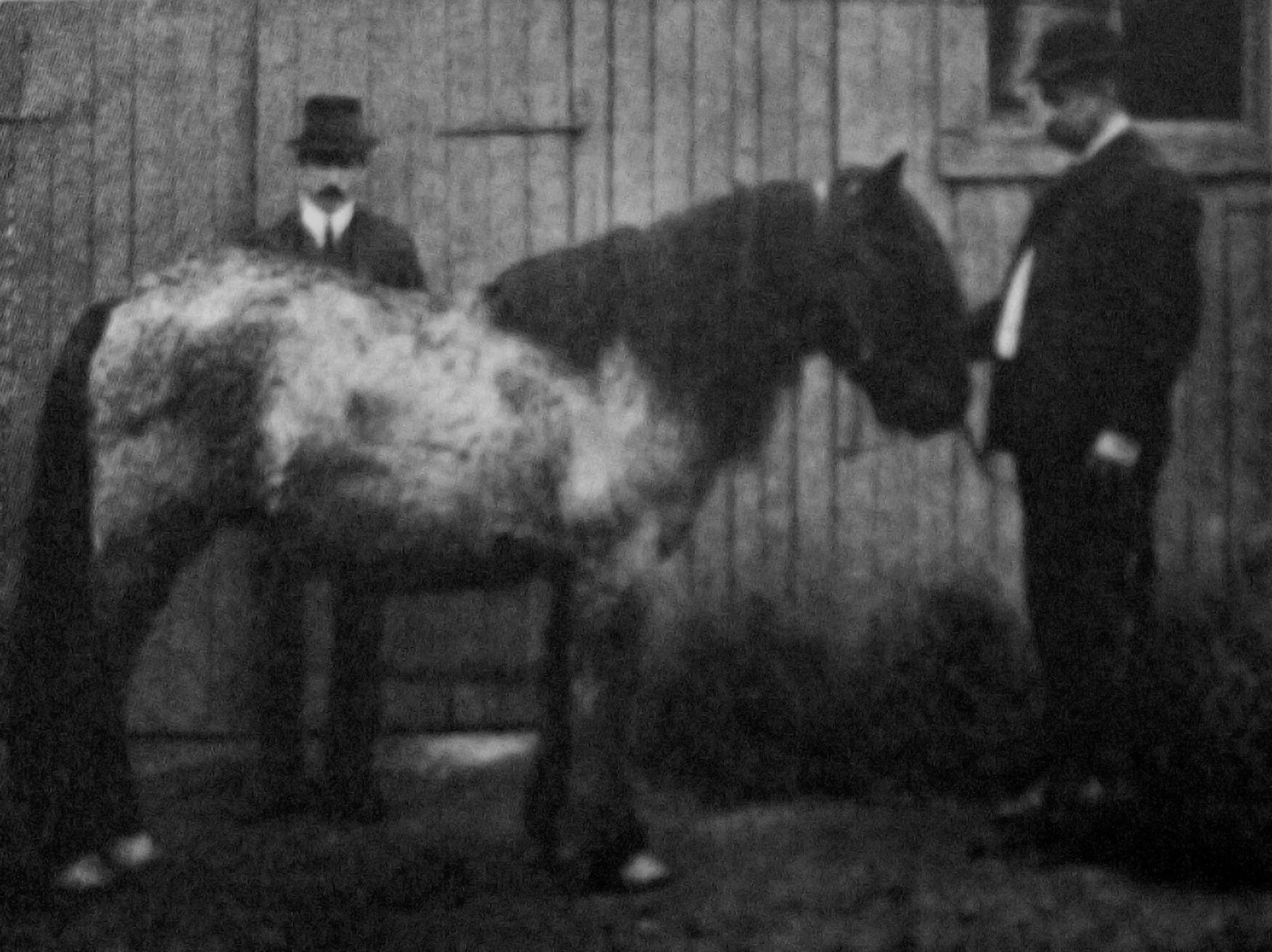
Un petit finlandais rouan robuste de l'isthme de Carélie, type primitif de la race haut de 1.30 m, photographié en 1909.

Bien des hypothèses existent sur les origines du finlandais. Un nombre important de chevaux domestiqués est importé depuis des époques anciennes, l'origine indigène depuis des chevaux sauvages est donc improbable. Le finlandais est certainement le descendant d'un cheval domestiqué nord-européen. Une théorie suggère que ces chevaux sont arrivés de l'ouest, emmenés vers ce qui est désormais la Finlande occidentale par les Vikings, vers A.D. 800-1050. Ces chevaux viking seraient d'ascendance nord-européenne. L'autre théorie suggère que des peuples non-viking, émigrés en Finlande du sud et du sud-est, ont apporté avec eux des chevaux d’origine mongole qui proviendraient de l’Oural et des régions de la Volga. Ces deux théories sont possibles, car il y a historiquement deux types de chevaux distincts en Finlande, l'un dans les régions orientales et l'autre dans les régions occidentales. Ils sont restés distincts au moins jusqu'au milieu du XIXe siècle,.

#### Origine orientale et centrale
L'origine orientale de la race a été proposée par l'archéologue Johannes Aspelin Reinhold, qui a publié son œuvre « Sur la nativité du cheval finlandais » (finnois : Suomalaisen hevosen kotoperäisyydestä) en 1886-1887. Aspelin propose que les chevaux finlandais descendent d'un animal qui aurait accompagné la migration des peuples finno-ougriens de la région de la Volga et celle de la Russie centrale jusqu'aux rives du golfe de Finlande. Une idée similaire est proposée plus de cent ans plus tôt par l'historien finlandais en sciences naturelles Pehr Adrian Gadd, cette théorie continue à recevoir un certain soutien à l'époque contemporaine. Le vétérinaire Ludvig Fabritius considère le prototype proposé comme une branche latérale d'une race « tartare », et estime possible que le même prototype ait influencé les populations chevalines estoniennes, suédoises et norvégiennes.

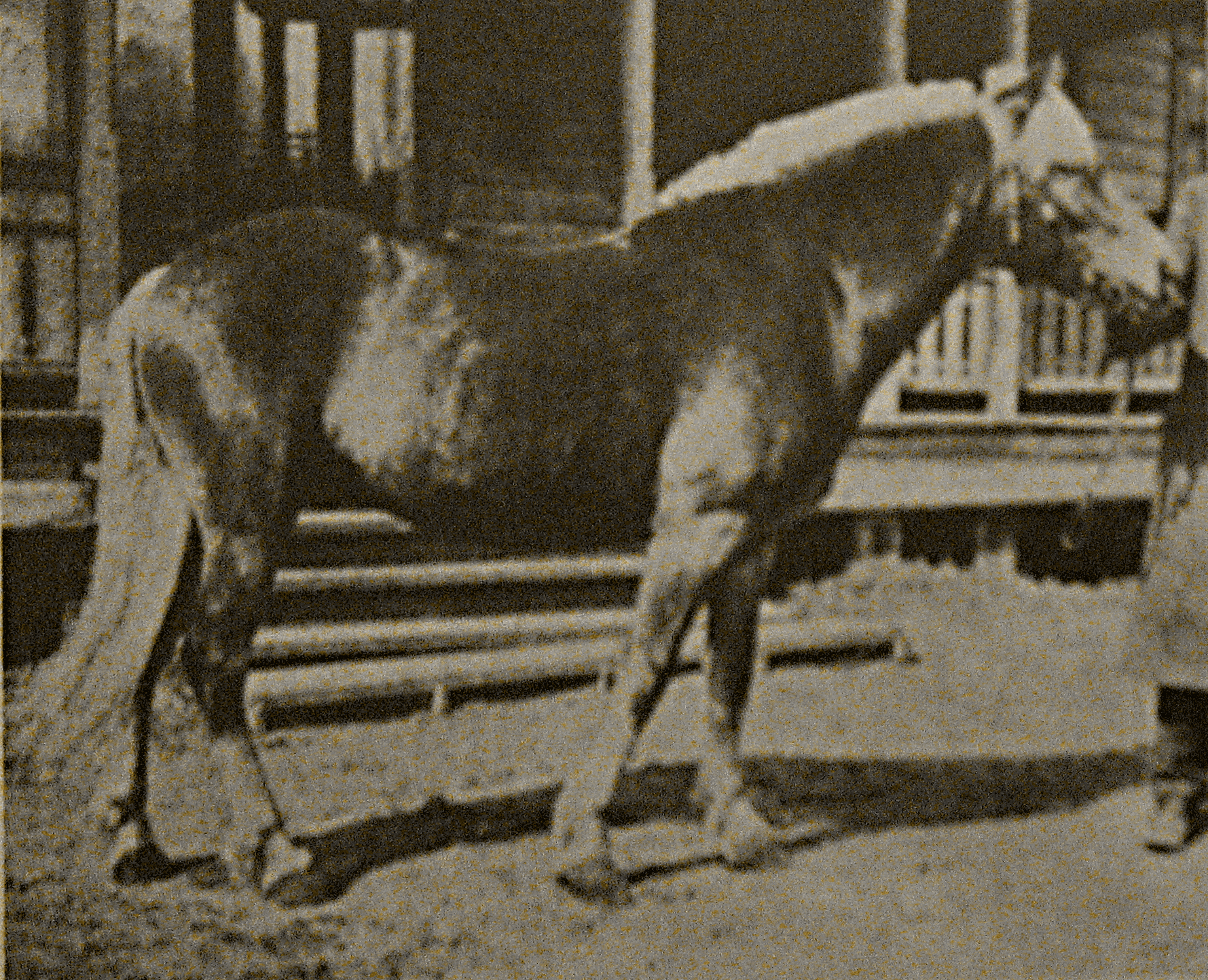
Un finlandais de type primitif plus raffiné, alezan aux crins lavés, haut de 1.41 m, photographié en 1910 en Finlande-Centrale.

Plus tard, l'agronome Axel Alfthan (1862-1934) et le vétérinaire Kaarlo Gummerus (1840-1898) élargissent l'hypothèse d’Aspelin en proposant que la population de chevaux ait plus tard divergé en deux types, celui de Finlande de l'Est et le type central. Ils seraient restés identifiables même jusqu’au début du XXe siècle. Il reste des photographies qui montrent les deux types : le petit cheval de Carélie possède un corps robuste et anguleux, un garrot prononcé, une encolure courte et une grande tête. Le petit cheval du Häme est « plus noble », avec un corps plus long, une tête raffinée et une encolure plus légère. Le professeur suédois Eric Åkerblom suggère même, dans les années 1930, que le cheval finlandais se serait répandu le long des vallées fluviales au Troms, en Norvège, et qu’il aurait été l'ancêtre du Nordlandshest, indigène du fjord de Lyngen. Les Norvégiens continuent à utiliser les lignées du cheval finlandais après avoir acheté l’étalon Viri 632-72P, un petit finlandais de taille poney, pour une utilisation en haras en 1980. Toutefois, Åkerblom a rejeté la possibilité que le finlandais de type oriental soit de la même origine que les races de poneys de l'ouest.

#### Origines préhistoriques et autres théories
En 1927, le vétérinaire et professeur Veikko Rislakki (alors Svanberg) propose une théorie différente dans sa thèse de doctorat. Il fait valoir que trois types de chevaux sauvages ont existé en Europe, dont le cheval de Przewalski. Rislakki croit que ce type rustique avec une grosse tête aurait été le cheval que les Finlandais auraient rencontré environ A.D. 1 000. Il suggère que les Finlandais auraient rencontré plus tard d'autres peuples et leurs chevaux descendants du Tarpan, mieux proportionnés, au museau plus court et au front plus large, au sud du golfe de Finlande. En outre, Rislakki postule que les Finlandais seraient tombés au cours des premiers siècles A.D. sur des chevaux européens d'origine espagnole et française, de plus grande taille, avec un front étroit. Il croit que ses études craniométriques effectuées dans les années 1920 prouvent l'influence de ces trois types. Presque 20 ans plus tard, pendant la Guerre de Continuation, Rislakki mesure les chevaux de Carélie, et propose qu’ils soient également d'origine nord-européenne, descendants du Tarpan. Les études récentes ont discrédité toute descendance depuis le Tarpan ou le cheval de Przewalski chez de nombreuses races de chevaux domestiques modernes. En dépit de tout cela, le cheval Konik moderne ressemble au Tarpan, une espèce ou sous-espèce désormais éteinte.
Au début du XXe siècle, l'Anglais J.C Edward et le norvégien S. Petersen proposent que la Finlande et les autres pays autour du golfe de Finlande soient la région native du « poney jaune ». Plus tard, l'ethnologue Kustaa Vilkuna (1902-1980) soutient ce point de vue et propose que « le poney estonien finno-carélien » descende d'un petit cheval de forêt, autrefois très répandu dans les terres qui entourent le golfe de Finlande.

#### De l'âge du fer au Moyen Âge
Les plus anciens morceaux d'équipements équins trouvés dans des tombes datent de l'âge du fer moyen en Finlande, donc à partir de A. D. 400. D'autres races considérées de même lignée que le finlandais depuis le même type de cheval primitif sont le cheval estonien autochtone, le Nordlandshest, le suédois Gotland Russ, le cheval de Mezen de la région d’Arkhangelsk, et le Žemaitukas de Lituanie.
À un certain moment dans leur histoire, pas clairement documenté, les chevaux élevés dans les régions occidentales sont croisés avec ceux venant du sud du golfe de Finlande. Le cheval de l'ouest de la Finlande devient plus grand et mieux adapté aux travaux agricoles et forestiers. Les caractéristiques du type d'origine occidental ont prévalu, toutefois, même influencées par le sang extérieur dont des traces sont détectées pendant une longue période. Plus tard, au cours du Moyen Âge, ce type mixte est encore croisé avec des chevaux plus grands d'Europe centrale. Des chevaux étrangers sont également introduits en Finlande lors de campagnes militaires, et quelques manoirs importent des bêtes d’attelage. Les poulains issus des croisements entre les chevaux finlandais et ceux d’origine européenne centrale sont plus grands que leurs parents finlandais, et plus adaptés pour les travaux agricoles.

#### Débuts du commerce
Les premiers documents connus concernant le commerce des chevaux, à la fois pour les importations et les exportations, datent de l'an 1299 : le pape Grégoire IX envoie une lettre de réprimande aux marchands de Gotland, qui vendent des chevaux aux finlandais, mais ne sont pas christianisés,. Apparemment, les finlandais réussissent à améliorer leur population chevaline, puisque les exportations commencent à dominer la balance commerciale. Une chronique russe de 1338 mentionne la « Carélie des juments » (finnois : « Tamma-Karjala »), probablement pour indiquer un lieu d'élevage de chevaux de qualité,. En 1347 déjà, le roi Magnus IV comprend qu'il est nécessaire de limiter l'exportation des chevaux de Carélie vers la Russie,. Plus tard, l'écrivain du XVIe siècle Olaus Magnus évoque la haute qualité des chevaux utilisés par les Finlandais; dans les années 1520 Gustav Vasa apprend que ses sujets finlandais exportent des chevaux par charges de navires vers Lübeck, et interdit strictement de telles opérations, en prohibant la vente des chevaux de moins de 7 ans.

### Élevage organisé
Le premier document constatant l'importation de chevaux en dehors de la Finlande est une lettre papale de 1229. Pendant la domination suédoise de la Finlande, la population de chevaux finlandais est probablement influencée par les chevaux étrangers obtenus de la cavalerie finlandaise, qu'ils soient achetés pour le réapprovisionnement ou saisis comme butin de guerre. Les premiers efforts significatifs pour améliorer la qualité des chevaux par l'élevage sélectif en Finlande se produisent au XVIe siècle, lorsque le roi suédois Gustav Vasa, connu pour son intérêt dans l'élevage de chevaux, a fondé des haras appelés « manoirs des juments » (en finnois tammakartano), sur ses propriétés en Finlande occidentale. Il ordonne l'importation de grands chevaux d'Europe centrale, principalement de la région de Frise. Ces chevaux sont envoyés en Suède, et probablement en Finlande aussi,,. Les chevaux importés sont gardés dans les fermes royales régionales (en suédois  kungsgård, littéralement « maison du roi ») au service de juments locales. Dans une lettre de 1556, Gustav Vasa mentionne qu'il y a 231 chevaux d'élevage de ce type en Finlande. On ne sait pas si ces chevaux sont importés directement de l'Europe centrale vers la Finlande, ou descendus par les importations depuis la Suède. Des étalons frisons sont utilisés en Finlande au début du XVIe siècle pour augmenter la taille du cheval finlandais, ils ont été employés pour l'élevage dans les fermes royales jusqu'à 1650.
Gustav Vasa réalise d'importantes réformes de sa cavalerie. Après le déclin de la cavalerie lourde à la fin du Moyen Âge, la cavalerie légère gagne en importance, et avec elle apparaît une nouvelle approche de l'élevage de chevaux. En 1550, le roi ordonne que des « manoirs reproducteurs » (en finnois siittolakartano) soient fondés sur les fermes royales (kungsgård), non seulement en Suède mais aussi dans chaque municipalité de Finlande,. Ces manoirs sont instruits de détenir 20 juments et un nombre moins important d'étalons, aussi bien des chevaux finlandais que ceux venant de la Suède. Gustav Vasa importe des juments depuis les terres aux bords de la mer du Nord ; probablement de type frison. Son but est d'augmenter la taille et le poids de la population de chevaux finlandais. Son successeur, Éric XIV, interdit à son tour l'exportation de chevaux finlandais, ce qui démontre le succès de ces efforts ainsi que l'importance des chevaux dans la région de Finlande. Le temps dee fermes d'élevage dure environ 100 ans sous d'autres rois de la lignée Vasa, mais s'achève avec la détérioration des programmes,. Le dernier des manoirs reproducteurs, celui de Pori, est fermé en 1651. Les étalons appartenant à l'État ainsi que les juments du haras de Pori sont transportés à Gotland.
Les conditions de vie des chevaux finlandais en dehors de ces efforts de sélection sont largement semi-sauvages jusqu’au milieu du XIXe siècle. L'ethnologue Kustaa Vilkuna décrit comment, une fois les travaux de terrain printaniers terminés, tous les chevaux, indépendamment du sexe ou d'âge, sont laissés sur des pâturages boisées pour l'été. Le pâturage d’herbe est rare et le terrain difficile, une combinaison de lieux rocheux et de zones humides. Vilkuna considère que cette pratique est un facteur important faisant du finlandais une race facile à maintenir, et d’une santé robuste.

### Utilisation militaire
L'objectif de Gustav Vasa et d'autres éleveurs est d'augmenter la hauteur du cheval finlandais. Toutefois, les dossiers d'enquête (katselmuspöytäkirjat) finlandais pour la cavalerie à partir des années 1620 indiquent que cet objectif n'est pas atteint. La hauteur des chevaux en 1623 n’est pas mesurée au garrot, mais au plus haut point de la croupe, qui fournit une mesure significativement différente de la mesure standard de nos jours. En 1623, elle varie de 105 à 130 centimètres, les animaux des officiers étant les plus hauts. Seuls les chevaux appartenant au colonel Herman Fleming sont plus grands, mesurés de 135 à 140 centimètres à la croupe. On ne sait pas si ces chevaux étaient issus de croisements nationaux ou importés. La hauteur moyen des chevaux des troupes stationnées à Hollola, Pori et Raseborg à un an est seulement de 115 centimètres, mais l'année suivante, elle passe à 125 centimètres. Globalement, il n'y a pas de chevaux de taille poney en dessous de 110 centimètres (à la croupe), et la hauteur moyenne des chevaux utilisés par la cavalerie est d'environ 120 centimètres.
Pendant la guerre de Trente Ans, de 1618 à 1648, les chevaux utilisés par la cavalerie finlandaise sont petits et peu représentatifs, considérés comme inférieurs même pour servir en traction dans l'armée royale suédoise. Cependant, ces animaux ont une grande résistance, qui est pendant longtemps une qualité cruciale dans les campagnes militaires épuisantes. Lorsque c'est possible, les chevaux finlandais d’allure humble sont vraisemblablement échangés pour autres chevaux obtenus comme butin de guerre. Il est probablement rare pour un cavalier de revenir avec le même cheval que celui avec lequel il est parti, les chevaux ramenés en Finlande sont sans doute issus de croisements ou purement de lignées d’origine européenne centrale. Des renforts pour remplacer les pertes considérables de chevaux sont obtenus des pays baltes, mais durant le règne de Charles XI de Suède, presque tous les chevaux de la cavalerie sont importés du sud du golfe de Finlande, le motif étant leur plus grande taille.
Avant la Seconde Guerre mondiale, le finlandais représente presque la totalité des chevaux de l'armée finlandaise, et ceux des forces de la police montée. Alors que les montures de la plupart des officiers sont des chevaux de selle, le type dit « léger » du finlandais est utilisé pour la cavalerie. Beaucoup de finlandais talentueux connaissent un succès concurrentiel au cours de leur service. Après la guerre, la cavalerie finlandaise est convertie en infanterie, l'utilisation du finlandais sous selle disparaît presque totalement.

### Croisements

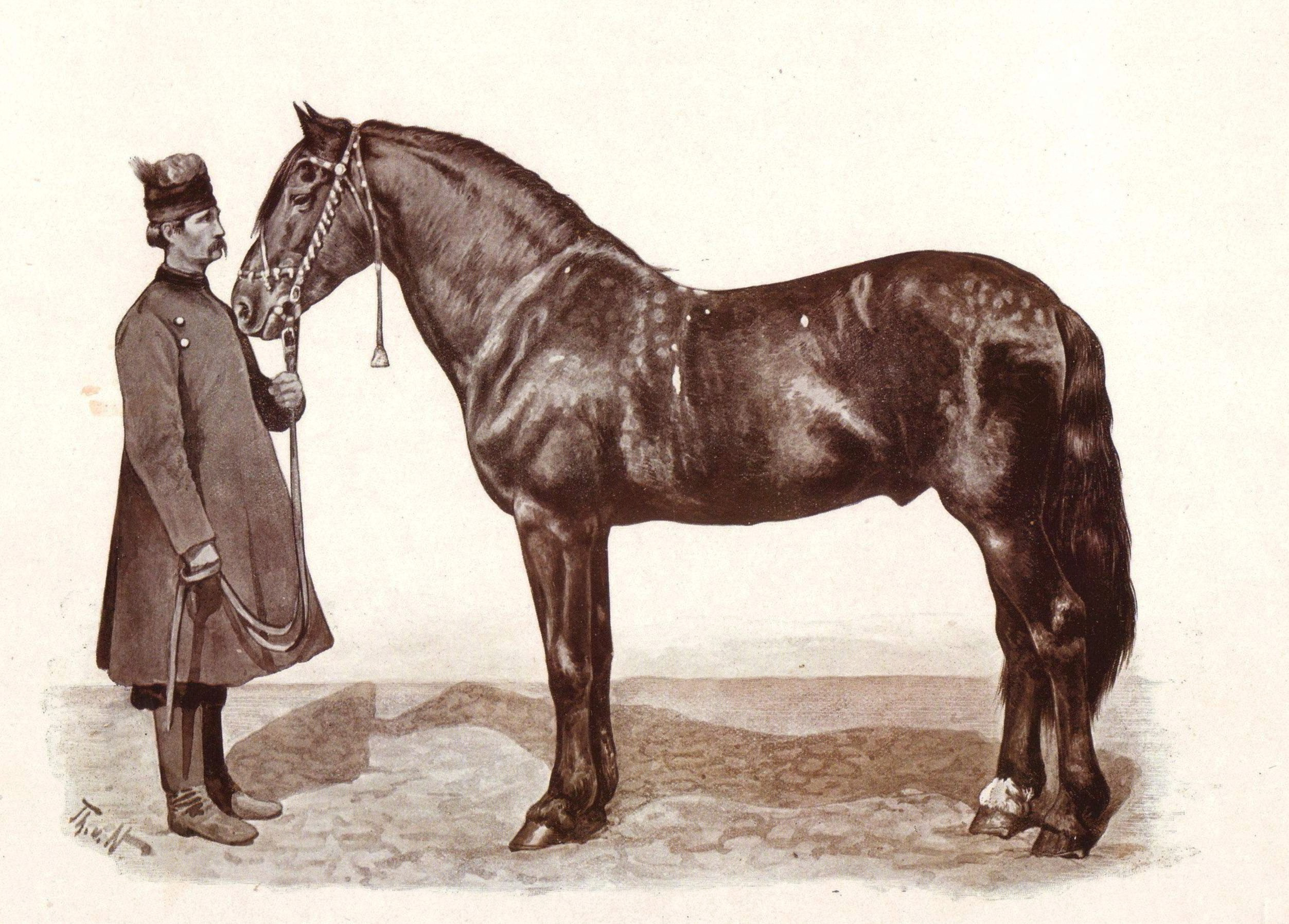
Le trotteur Orlov a été parmi les races largement utilisées en croisement avec le cheval finlandais. Dessin, fin du XIXe siècle.

Le cheval finlandais est intentionnellement croisé à partir du XVIe siècle. Les frisons et les oldenbourgs sont parmi les premières influences connues sur la race : ils sont utilisés au début du XVIIe siècle pour ajouter de la taille. Les frisons sont utilisés systématiquement jusqu’aux environs des années 1650.

#### Influence des races à sang chaud
Au XVIIIe siècle, de nouvelles races demi-sang sont créées dans toute l'Europe en croisant les populations chevalines locales indigènes avec les races légères de selle à sang chaud (anglais : hotblood). Les officiers militaires finlandais développent des intérêts similaires pour l'élevage pendant leurs détachements d’étude dans les forces militaires étrangères. En 1781, le colonel Yrjö Maunu Sprengtporten fonde un haras d'État en collaboration avec l’école militaire de Haapaniemi,,. Ce haras avait quelques étalons dits  « arabes » et « andalous ». Pendant environ 30 ans, ces étalons influencent aussi des chevaux en dehors des locaux de l'École Militaire, quelques publications du XIXe siècle font mention d’une « race de Haapaniemi ». Des projets de croisements semblables mais moins importants se développent ailleurs ; à Tavinsalmi, dans le manoir ou la ferme royale régionale (suédois : kungsgård) au moins une des juments a été importée de Suède.
Certaines propriétés, notamment dans les régions du sud, sont connues pour utiliser plusieurs étalons de races légères et de sang chaud, par exemple, un officier de Pernaja élève des chevaux arabes,. Il s'agit probablement d’une tentative de créer par croisements des beaux chevaux carrossiers. Un échec notable se produit en 1875, quand un haras est fondé à Porvoo pour l’import et l’export de trotteurs Norfolk, une race qui a une influence importante sur plusieurs races de chevaux carrossiers, y compris le trotteur américain. Leur progéniture croisée est louée pour son apparence, mais s’avère n'avoir aucun talent pour la vitesse, en plus d'un tempérament pauvre. À cause de la combinaison d’une population importante de chevaux en Finlande (plus de 200 000 animaux) et d’un enthousiasme plus tard pour l' élevage en race pure , ces tentatives de croisements dans quelques propriétés n’ont jamais d'influence significative sur le cheval moderne finlandais.

#### Influence des races russes
Le trotteur russe Orlov et les chevaux de Don ont également influencé la population chevaline en Finlande dans la première moitié du XIXe siècle, pour améliorer sa taille, ses performances sous la selle et son raffinement. Le type de cheval qui se développe en Savonie du Nord est connu comme la « race Fürstenbergian », élevée par l'ingénieur Fürstenberg au début du XIXe. C'est un croisement entre des chevaux finlandais et des trotteurs Orlov,. L'influence des chevaux du Don prend effet plus tard, dans les années 1920 et 1930, elle se fait voir à travers les chevaux noirs et bais utilisé par la cavalerie finlandaise, les dragons de Nyland avaient deux escadrons complets portant ces robes.
D'autres expériences de croisement intentionnelles, comme au stock d’élevage de Sarkkila et à celui de Hali en Carélie du Nord, sont menées avec des chevaux russes militaires. Le programme d'élevage de Sarkkila déclare l'un de ses étalons comme étant de  « race Fürstenbergian », et l'une des juments de descendance « orientale »,. La « race Hali », descendante des étalons de Sarkkila, a une influence importante dans le pedigree de quelques étalons trotteurs notables tels que Eino 680 et son fils, Eino-Vakaa 25,.

#### Croisements sur le cheval commun
En plus des besoins de l'armée, les croisements servent à améliorer le cheval de travail commun. L'amélioration des routes et les progrès dans l'agriculture entraînent le remplacement des bœufs dans leur rôle auparavant prédominant par le cheval, il y a un besoin urgent d'un plus grand nombre de chevaux de meilleure qualité, aussi bien pour les transports que pour les travaux agricoles. Plusieurs races sont utilisées dans des tentatives pour créer de meilleurs chevaux de travail, y compris les percherons et une race norvégienne lourde. Les chevaux ardennais sont favorisés dans l’Ostrobotnie du Sud et la Finlande du Sud, tandis que dans la Savonie du Sud une multitude de races sont utilisées,. La quantité et la diversité des croisements conduisent à des difficultés quand au début du XXe siècle un effort est fait vers un type uniforme : lors de la création du registre d'élevage du finlandais, certains des premiers étalons acceptés sont critiqués pour leur style « norvégien ».

#### État de la race en 1850
Une description particulièrement détaillée des meilleurs chevaux finlandais des années 1850 est disponible en raison du développement du cheval Tori en Estonie. Trois experts sont consultés au sujet du cheval finlandais en vue de déterminer sa valeur pour le projet. Selon l'inspecteur des haras de l'Empire russe, Mayendorff, les chevaux finlandais existent en quatre types: le « type Haapaniemi », le « type Fürstenbergian », le « type Orlov » et le type « Carélien ». Un maître universitaire finlandais, A. Elving, considère les chevaux de Carélie comme les plus purs du pays, et ceux d'ailleurs comme le résultat de croisements, surtout dans le sud-ouest du pays, où des chevaux venant de Suède, d’Allemagne du Nord, et même d’Angleterre ont été croisés avec les finlandais. Dans la Carélie et la Savonie, l’influence extérieure est principalement russe. Le comte suédois Carl Gustav Wrangler, un hippologue respecté de l'époque, mentionne dans son rapport que les Finlandais sont en train d’importer des trotteurs Norfolk à des fins de croisement.
Les documents créés quelques années après qu'un certain nombre de chevaux finlandais aient été importés au haras de Tori décrivent les juments finlandaises obtenues. Leur hauteur moyenne est de 1,42 m, la robe typique est de couleur foncée avec une étoile en-tête. Les têtes sont grandes et l'encolure courte, mais bien faite; leur corps robuste et bien proportionné possède un garrot musclé, une poitrine profonde et un dos musclé, les reins assez longs  et les hanches musclées, même si avec une inclinaison. Les articulations des jambes sont bien définies, les paturons courts et les pieds durs. Toutefois, il est noté dans ces dossiers que les jambes ont des « défauts graves de position », sans plus de détails. Les chevaux finlandais sont considérés comme des bons travailleurs calmes, des marcheurs et des coureurs rapides.

### Déclin de la race
Au XVIIIe siècle, la population de chevaux en Finlande diminue fortement, aussi bien en nombre qu’en qualité,,. Pendant les campagnes de la Grande guerre du Nord initiées au début du siècle par Charles XII, la cavalerie finlandaise est plus importante que jamais dans l'histoire, et presque tous les chevaux utilisables de Finlande sont employés par la cavalerie, l’infanterie, et pour transporter les matériaux. Les chevaux ayant servi dans l'armée suédoise ne sont jamais rentrés en Finlande ; même les animaux fournis aux derniers renforts suédois sont pris en Suède en 1714, et en Norvège en 1718.
L'invasion russe et l'occupation est cause de difficultés supplémentaires. À la fin de l'occupation russe en 1721, un tiers de la population finlandaise humaine et beaucoup de chevaux sont perdus à cause de la guerre et de maladies épidémiques,,. Par ailleurs, un grand nombre de chevaux sont exportés en Russie lors de l'invasion de Pierre Ier,. Les chevaux retirés de  Finlande finissent principalement aux environs du gouvernement de Viatka, et certains chercheurs russes comme Simanov et Moerder suggèrent que le cheval Viatka est développé à partir de lignées estoniennes et finlandaises. En plus de la guerre et de l'occupation, les traités d'Uusikaupunki en 1721 et de Turku en 1743 cèdent des territoires finlandais à la Russie, ce qui entraîne la perte d’une partie importante de la population équine finlandaise restée derrière les nouvelles frontières. Les chevaux finlandais de ces zones, désormais russes, sont croisés avec des chevaux russes dans des proportions considérables.

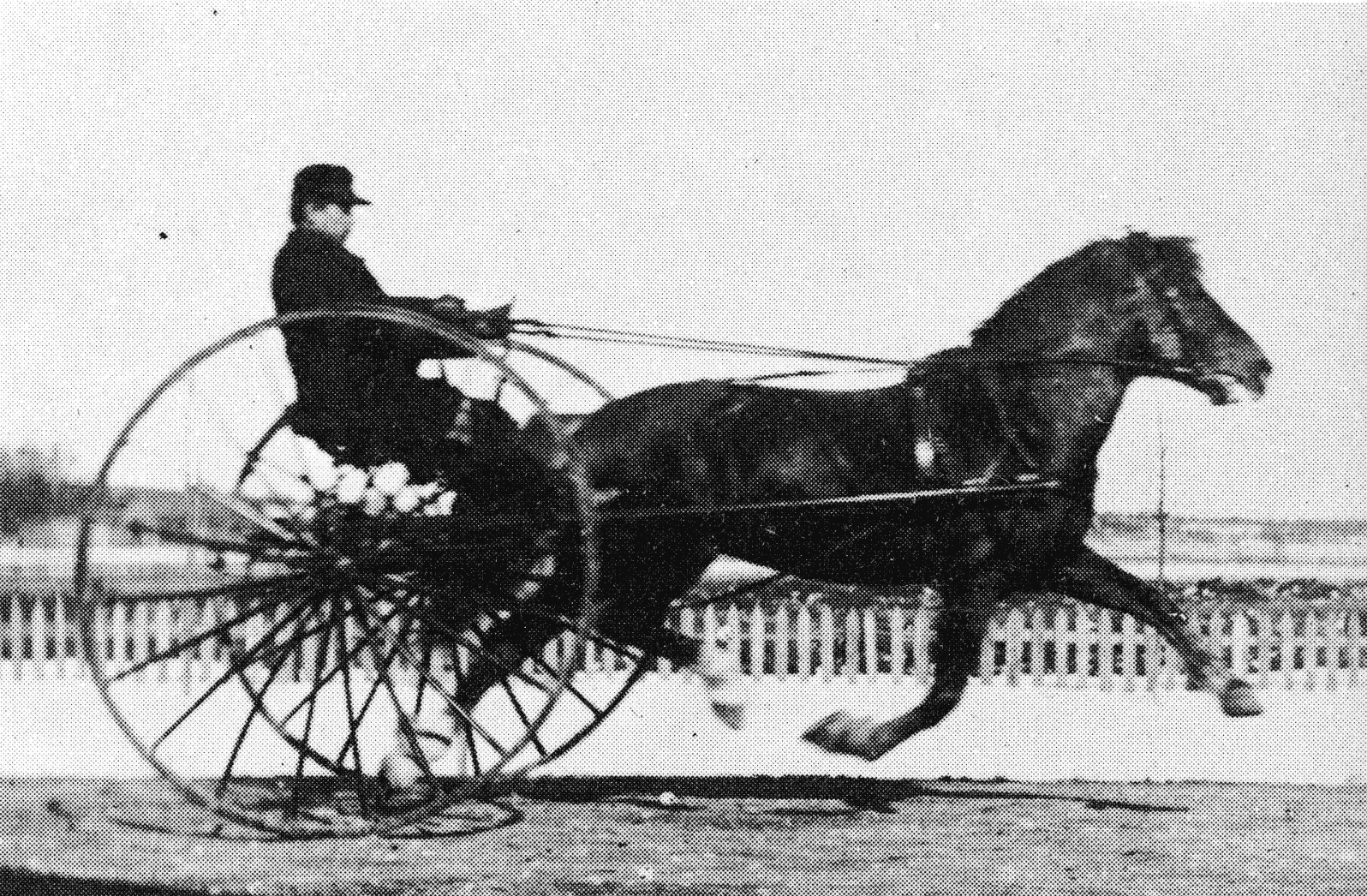
L'un de premiers étalons fondateurs du finlandais, Kirppu tt 710, tirant à grande vitesse une version primitive du sulky, vers 1890.

Les russes ayant pris les meilleurs animaux, et en raison de l'ancienne coutume des pâturages communaux partagés, il faut des décennies pour la reconstruction de la population équine. Pour augmenter leur nombre, de trop jeunes chevaux sont souvent pris pour l'élevage, y compris des animaux consanguins. En 1761, l'un des premiers chercheurs de chimie agricoleen Finlande décrit la population équine finlandaise : 

« Le cheval de Savonie-Carélie est une race à part, descendant des [chevaux] de Tartarie. Il est rarement plus haut que 9 korttelis (133 cm) et il est de bonne conformation et un bon cheval de trait, de robe alezane ou baie. [La même race se trouve aussi dans l'Ouest en Finlande, où il est] mixte et plus haut à cause de l’influence des chevaux scaniens »

— P. A. Gadd
Selon les estimations de l'ethnologue Kustaa Vilkuna, faites à partir des mesures de colliers d'épaule utilisés en Finlande du début du XVIIe siècle, le cheval du paysan moyen est haut d'environ 130 cm, tandis que certains chevaux employés par les manoirs sont plus grands, quelquefois plus de 140 cm de haut. Vilkuna a également découvert que les chevaux des régions sud et ouest du pays sont plus grands que ceux des régions septentrionales et orientales. Cela est probablement dû à l'influence des chevaux importés. Au milieu du XVIIIe siècle, un cheval finlandais typique est probablement haut d'environ 137 cm, la taille d’un petit finlandais contemporain d’un an, et pèse 300 kg en moyenne, soit environ la moitié du poids du cheval de travail contemporain, haut de 157 cm. Un cheval civil de bonne qualité a une bonne action et il est rapide. Cependant, les défauts des pieds sont communs.
En réponse au déclin de la population de chevaux finlandais, et en particulier à la perte d'animaux reproducteurs de qualité lors de la grande famine de 1866-1868, le Sénat de Finlande - la plus haute juridiction civile - et le Conseil d'administration du Grand-Duché de Finlande (1809-1917) donnent des recommandations aux trois provinces pour obtenir des étalons de qualité pour un usage public,. La portée du programme est ensuite élargie pour inclure au total huit provinces, la Finlande est divisée en districts d'élevage qui ont tous la responsabilité de maintenir un étalon appartenant à l'État à la disponibilité et au service des juments locales. Les chevaux de ce programme deviennent connus comme les « étalons de la couronne » (finnois : ruununori, ruununoriit). Les directives officielles pour la sélection des étalons n'ont jamais été publiées, mais un objectif commun à travers la Finlande est d'augmenter la taille et le poids de la population de chevaux afin de créer un type mieux adapté aux travaux agricoles.

### Élevage pur et renaissance du finlandais

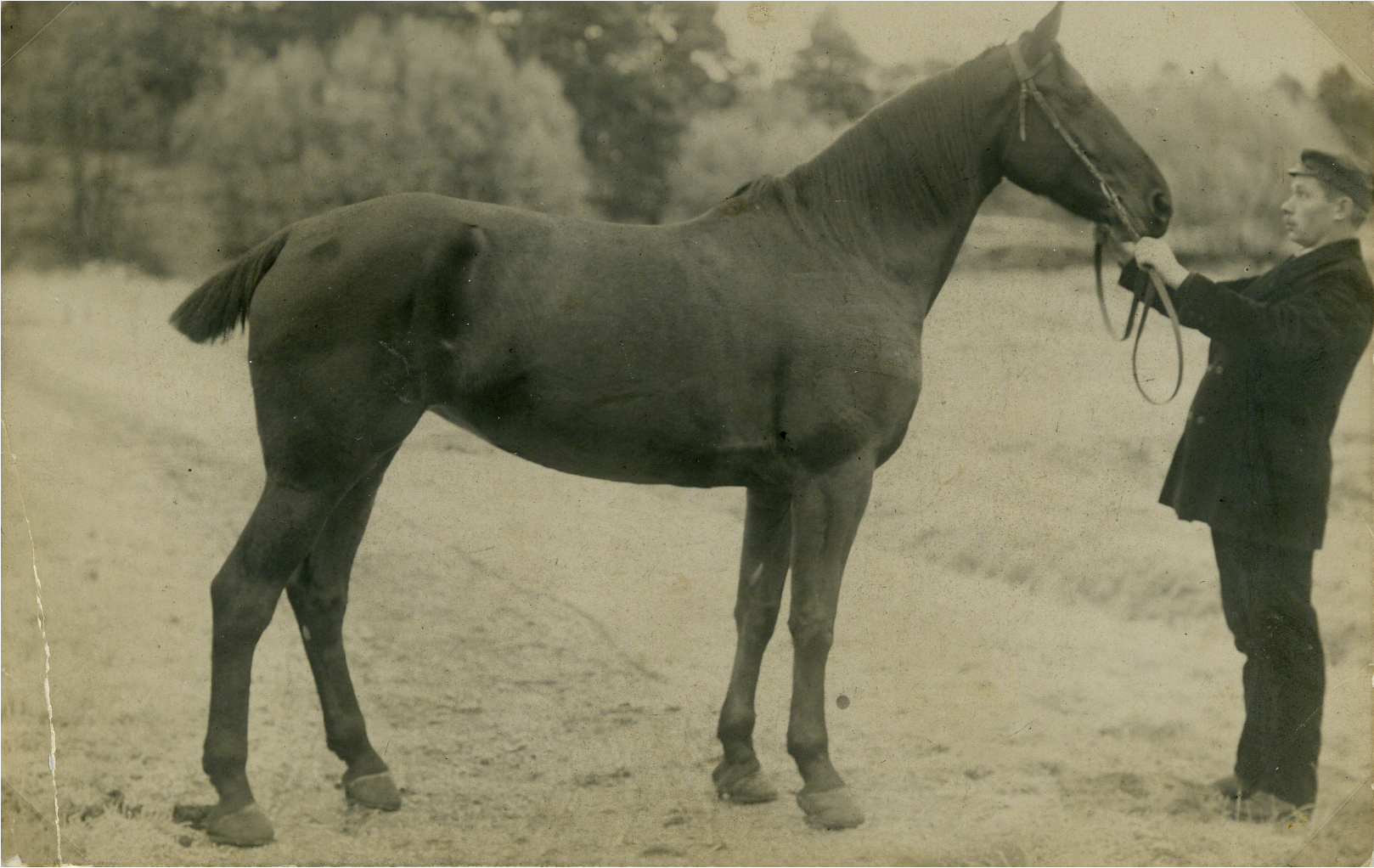
Une expérience de croisement tardif : cheval de voiture d'un manoir au début du XXe siècle, tout probablement avec un pur-sang anglais.

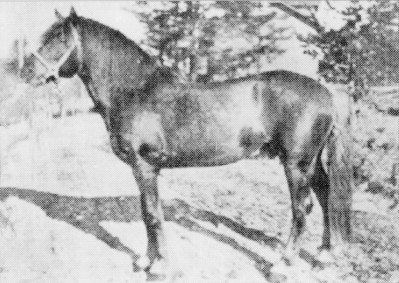
Uljaanpoika 1649, l'un des étalons fondateurs de la race, né en 1914, mort en 1934.

À la fin du XVIIIe siècle, les croisements des chevaux finlandais soulèvent des critiques, en particulier celles des chefs militaires : selon eux ces « croisements préjudiciables » détériorent la qualité du cheval, notamment pour un usage militaire. Au début du XIXe siècle, l'historien allemand Friedrich Rühs accuse les domaines de la côte ouest, en particulier, d'affaiblir le cheval finlandais par croisement. Néanmoins, des étalons étrangers sont toujours importés en Finlande. À la fin du siècle, les étalons « de sang oriental, arabe » servent toujours aux fermes d'État. L'influence des chevaux « orientaux » turcs importés par des russes et celui des chevaux du Caucase, ainsi que de type « Fürstenbergian » sont également à noter. Les trotteurs Orlovs sont utilisés en Savonie et en Carélie, des étalons norvégiens sont amenés au nord de l'Ostrobotnie. Des chevaux de selle légers sont importés de Russie et d'Europe centrale. Inversement, des chevaux plus lourds, tels que le Trotteur Norfolk et l'Ardennais, sont importés au sud de la Finlande jusqu'en 1870.
Quand les dernières décennies du XIXe siècle et le début du XXe siècle voient l'essor du sentiment national finlandais, une nouvelle direction prise chez les éleveurs fait pratiquement cesser les croisements,. La race est considérée comme le symbole de la nation, elle doit donc rester aussi pure que possible. Hippos, la première association d'élevage des chevaux en Finlande (en finnois : Hevoskasvatusyhdistys Hippos, aujourd'hui Suomen Hippos) est fondée le 20 novembre 1894 pour l'élevage et l'amélioration des chevaux de Finlande en élevage pur. En 1905, des associations d'élevage sont fondées partout dans le pays, dont la suite est la création du registre d'élevage du cheval finlandais en 1907.
Les premiers objectifs clairs du programme d'élevage concernent l'apparence, surtout la robe de la race. Le but est de « retirer » les caractéristiques étrangères. Plus tard, dans les années 1920, des tests de performances sont introduits, et depuis lors, les objectifs principaux continuent à encourager l'amélioration de la puissance, des allures, de la conformation et du caractère de cette race.
Le registre d'élevage est fermé depuis sa création, permettant donc seulement les entrées de pure race finlandaise, il en résulte un élevage pur. Même s'il existe des finlandais croisés accidentels et intentionnels, ils ne sont pas acceptés dans le registre et n'ont pas été utilisés en Finlande pour développer de nouvelles races. Le registre d'élevage reste dans le contrôle de Suomen Hippos,.

### Influence de la Deuxième Guerre mondiale

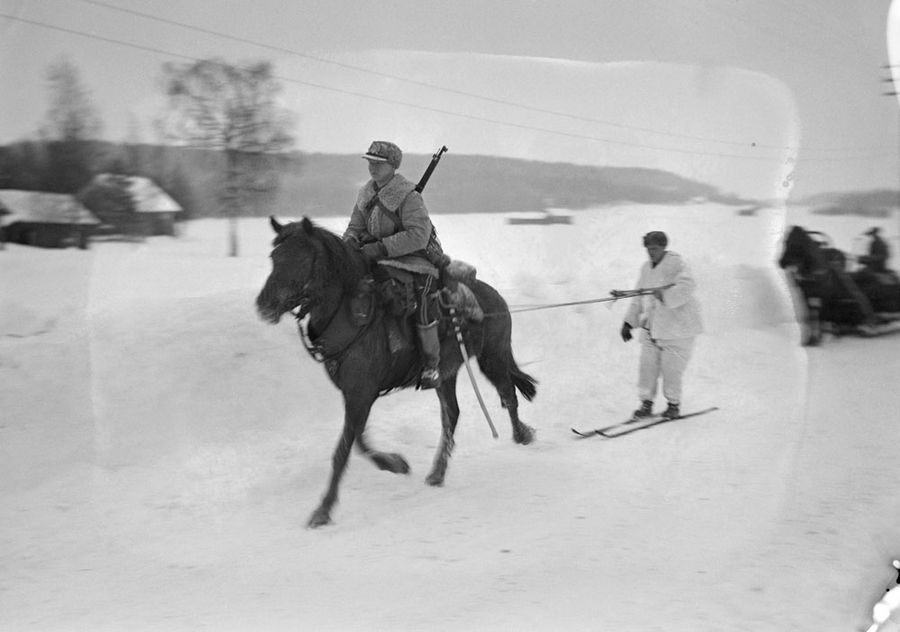
Cavalier tirant un messager en ski revenant du front.

Les chevaux sont un atout central pour les forces militaires finlandaises au cours de la guerre d'Hiver (1939-1940) et de la guerre de Continuation (1941-1944), lorsque des dizaines de milliers de chevaux forment le principal moyen de transport de l'armée, en raison de la pénurie d'automobiles,. Les animaux sont achetés à des propriétaires privés dans une procédure systématique, mais pour assurer la continuité de l'élevage du finlandais, ni les étalons ni aucune jument allaitante, pleine ou approuvée pour le registre d'élevage n'a été inscrite pour être admissibles aux achats militaires,,. Tous les chevaux achetés sont restés officiellement la propriété de leurs propriétaires privés, ils sont marqués pour l'identification et selon les cas, retournés ou rapportés morts. Le programme réussit à préserver la race, la population chevaline remonte aux effectifs d'avant-guerre et compte plus de 380 000 animaux dès 1945.
Le grand nombre de chevaux russes capturés en tant que matériel pendant la guerre devient une menace pour l'élevage pur : de nombreux animaux sont des étalons russes, et il n'y a aucun moyen d'assurer que leurs nouveaux propriétaires ne les croisent pas avec des finlandais. Pour des raisons pratiques et politiques, l'Union soviétique n'accepte pas le retour de ces chevaux comme une partie de réparations des dommages de guerre massifs de la Finlande. Les finlandais, cependant, sont acceptés comme moyen de paiement, et un total de 18 000 animaux sont vendus à faible taux à l'Union soviétique en 1947 et 1948. Les meilleurs finlandais n'ont pas été offerts aux soviétiques, et selon des témoins contemporains, de nombreux chevaux beaux et spectaculaires, mais autrement inutiles, arrivent en Union soviétique,.

### Déclin après la guerre

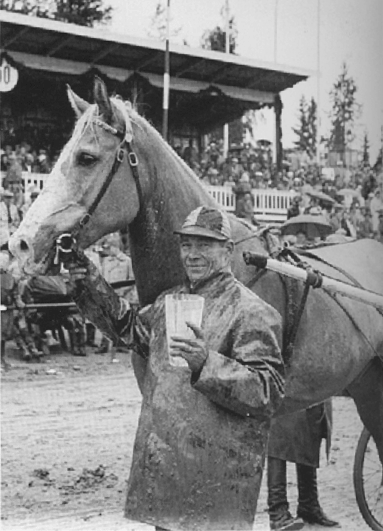
Hongre Reipas, premier cheval en Finlande pour gagner plus d'un million marks a été l'une des stars des courses sous harnais qui est devenue le héros du peuple pendant le déclin dur du finlandais.

Environ 300 000 chevaux existent en Finlande lors de la création du registre d'élevage du finlandais au début du XXe siècle. La population de chevaux, composée presque entièrement de finlandais, reste stable pendant 50 ans. La reconstruction du pays après les deux guerres accroit la demande en chevaux, et dans les années 1950, la race atteint son plus haut effectif de tous les temps, avec approximativement 409 000 animaux,, dont la grande majorité sont du type trait. Cependant, avec la motorisation accrue de l'agriculture et du travail en forêt dans les années 1960, le nombre de chevaux chute brutalement. Ces chevaux, élevés en grand nombre à peine 
quelques années plus tôt, sont vendus à la boucherie par milliers ; un changement dans la politique fiscale forestière fait du débardage équin précédemment soutenu par l'État une activité non rentable, ce qui décourage les éleveurs encore davantage. Beaucoup de lignées de chevaux de travail s'éteignent, tandis que les lignées plus adaptées pour les sports et les loisirs survivent,. Dans les années 1970, l'effectif a baissé à 90 000 animaux et 10 ans plus tard, il n'y a plus que 20 000 finlandais. L'effectif le plus bas de tous les temps chez la race est atteint en 1987, avec seulement 14 100 chevaux. À cette époque, cependant, la population globale de chevaux en Finlande augmente pendant presque dix ans, comptant 12 800 animaux la même année, avec des races plus légères pour les courses attelées prenant leur position.
Bien d'autres races sont importées et élevées en Finlande, mais la population de finlandais commence lentement à se redresser : en 1997, elle passe à 19 000. Les courses de trot, le pari mutuel associé, et dans une certaine mesure l'équitation, un passe-temps relativement nouveau en Finlande, deviennent les facteurs les plus importants pour assurer la survie de la race. Le finlandais n'aurait probablement pas survécu s’il n'avait pas été utilisé pour les courses de trot en plus des travaux agricoles.

### Les années 2000
Depuis 1971, presque tous les chevaux finlandais nés ont été enregistrés dans l'une des quatre sections de la race : « J » pour les trotteur, « R » pour les chevaux d'équitation, « T » pour les traits et « P » pour les poneys. Certains chevaux sont inscrits dans plusieurs sections. Au XXIe siècle, la plupart des finlandais sont élevés pour une vie de trotteur, mais la race est appréciée aussi pour les centres équestres, et parmi ceux qui pratiquent l'équitation de loisirs,.
En Finlande, ce cheval est précieux, considéré comme le cheval national sans liens culturels, et la race est supportée par une multitude d’organisations. Une auteur de théâtre finlandaise, Sirkku Peltola, a écrit une pièce intitulée Le cheval finlandais (Suomen hevonen) dans laquelle une famille d'agriculteurs du nord de la Finlande fraude face à la bureaucratie européenne pour survivre. Le cheval, la « fierté finlandaise », est tué et mangé, ce qui revient à un sacrilège envers le patriotisme. La pièce a connu un immense succès en 2004. En 2007, lors du 100e anniversaire de la race, le finlandais est reconnu race nationale dans son pays d'origine.

## Standard de la race

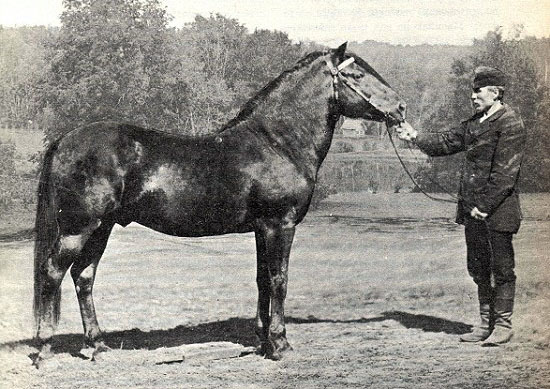
Un des étalons fondateurs, Jaakko (Tt 118), photographié en 1882.

Le standard de la race définit le finlandais comme un cheval polyvalent de taille moyenne, et d'une conformation robuste. Le cheval idéal est facile à manipuler, une combinaison de force, agilité, vitesse et endurance,. Le finlandais est vif, d'un tempérament à la fois fiable et alerte. Le standard encourage un cheval qui est « honnête et sincère » ; désireux de coopérer avec les êtres humains, obéissant, et disposé à travailler. Il est endurant, de santé robuste et a généralement une bonne longévité. Le standard décrit la tête comme sèche et de profil rectiligne, pas longue ou convexe, avec des oreilles courtes bien espacées. L'encolure doit être bien formée sans aucune forme de « S ». Le corps plutôt sur côté long mais rond et bien proportionné et la croupe ne doit pas être trop rectiligne ni la queue attachée trop haut. Les finlandais sont fortement musclés, avec des membres de bonne qualité « secs » et des sabots solides.
Les finlandais ont d'une manière caractéristique des crinières et des queues épaisses et les jambes décorées par des fanons légers. La taille moyenne est de 155 centimètres. Il existe aussi des finlandais type poney, de  moins de 147 centimètres de taille, licenciés pour élevage dans leur section séparés du registre d’élevage,. Le pas du finlandais est régulier avec une bonne élasticité et  relativement bas avec une action régulière. Le finlandais est rapide pour une race à sang-froid, connu comme un bon trotteur et utilisé aussi pour les courses en harnais.
En plus de ces traits généraux, le stud-book du finlandais contient quatre sections séparées d'élevage à l'intérieur de la race. Pour l'inscription la conformation générale du cheval devrait être typique de la section dans laquelle il est enregistré, mais certains chevaux peuvent entrer dans des sections multiples.

### Robe
Plus de 90 % des chevaux de race finlandais portent la robe alezane. Les crins lavés et les marques sur la face et les pieds sont fréquents,. Depuis 2007, une petite minorité de finlandais portent une couleur de robe autre que l'alezan : 6 % sont bais et 1,2 % noirs. Il existe également quelques rares animaux rouans, palominos, isabelle et silvers. Les gènes qui produisent des robes crème et rabicano sont également présents dans la ressource génétique de la race. Un type de robe distinctif sabino - non-SB1 - est assez fréquent, mais à cause du développement sélectif de la robe au cours des années 1900, est difficilement exprimé. Pendant l'histoire moderne de la race finlandaise, un seul étalon est né de robe blanche, enregistré pie et généralement considéré comme « blanc du sabino »,,,. Le nombre de chevaux de robe autre qu'alezane est en croissance grâce aux efforts dans cette direction, depuis 2009, quelques dizaines de finlandais sont de robe noire et grise.

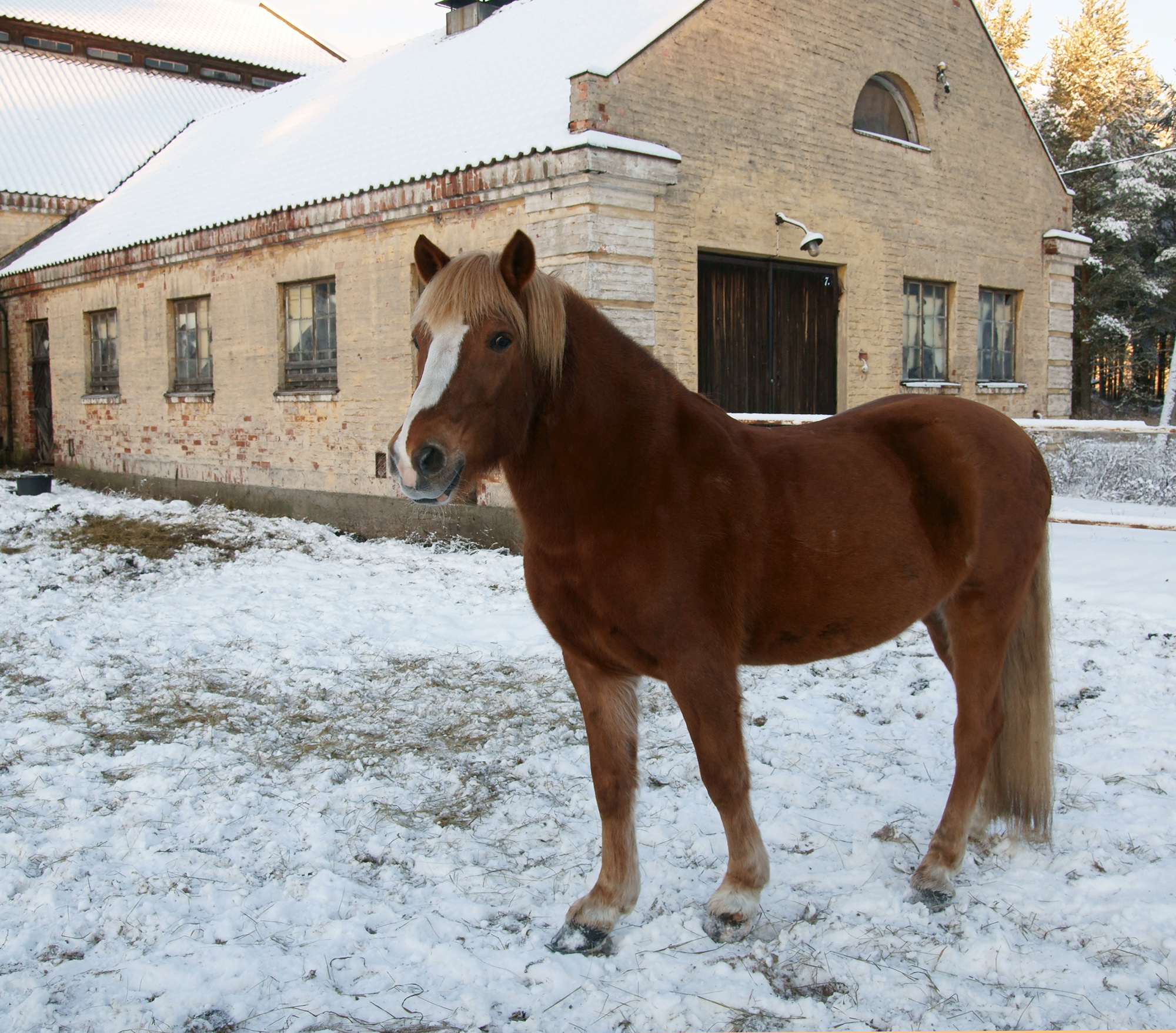
L'alezan, souvent avec des crins lavés et des marques blanches, comme ici, est la robe la plus fréquente.
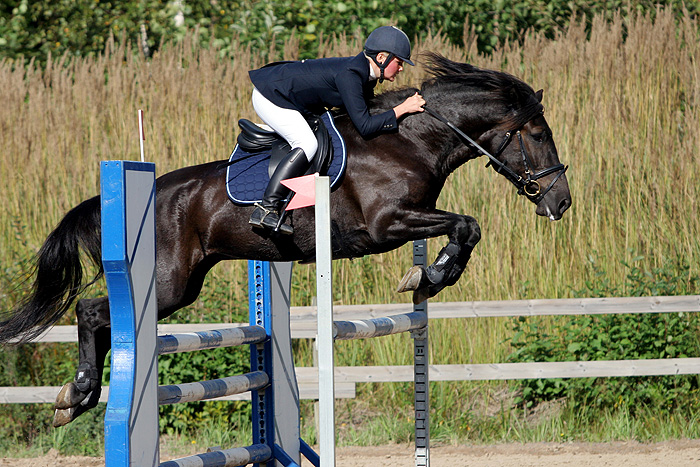
La robe noire est parmi les plus rares.
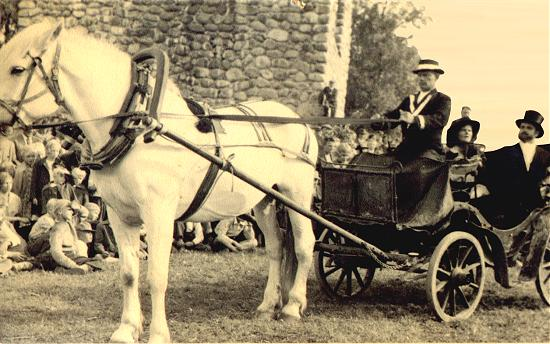
La jument grise Bismark, à l'origine de tous les chevaux finlandais gris.
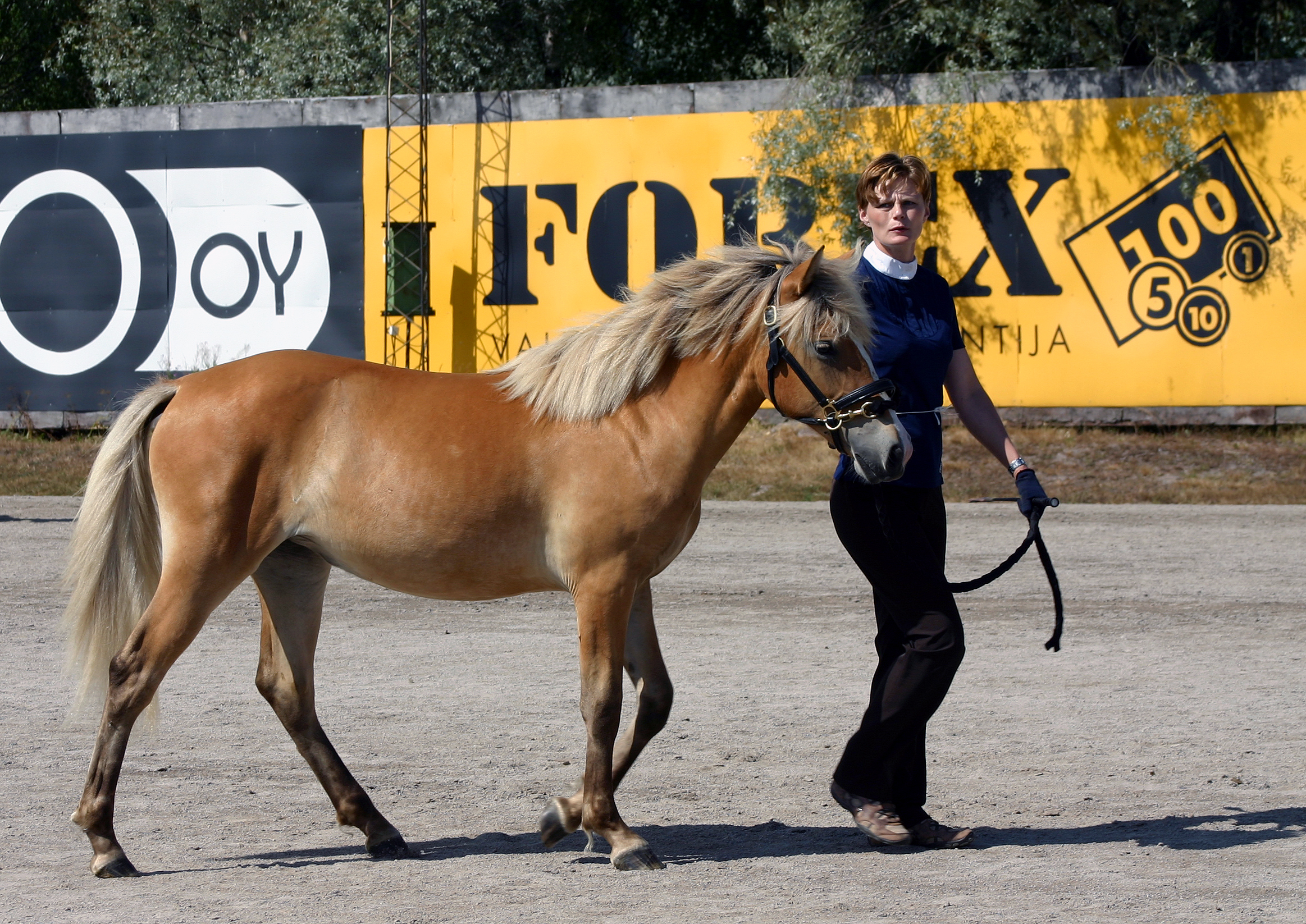
Un poulain bai silver.
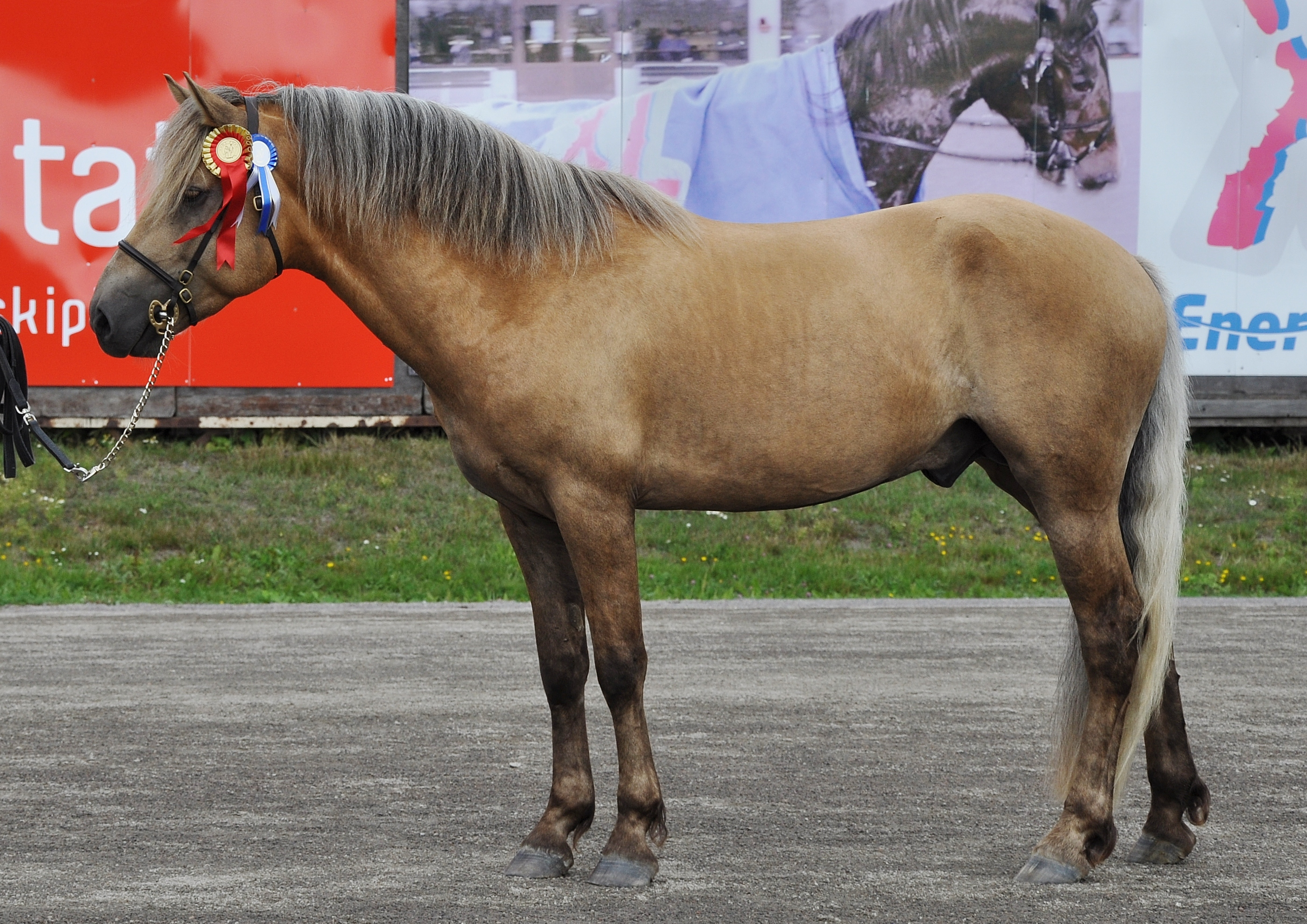
Un etalon bai silver.

Pendant les années 1700 et 1800 la robe alezane, avec plusieurs variations de ton, était la couleur dominante mais il y avait beaucoup plus de robes baies, noires et grises qu’aujourd’hui. On compte environ 40 à 50 % des animaux de cette époque-là alezans, 34 % bais, 16 % noirs et un total de 3 % pour robes grises, palomino ou tachetées. Contrairement à la situation actuelle les larges fenêtres et des chaussettes de haute étaient rares ; on ne trouve pas de marques définies avant les années 1900,,,.
La prévalence de changement de couleur a eu lieu grâce à l'élevage sélectif. Aux vagues de l’esprit nationaliste du tournant du XXe siècle ces chevaux sont tenus en Finlande comme un symbole national et les sélections en race pure ont été très populaires,. La robe alezane est choisie pour objectif d’élevage et comme la robe originale suprême pour la race officielle et la robe a été appelée « robe Hippos » d'après Hevoskasvatusyhdistys Hippos, le nom du prédécesseur de « Suomen Hippos », l’association nationale d’éleveurs récemment créée à cette époque-là. L'ambition était de faire du finlandais une race de robe uniquement alezane ; toute autre robe a été considérée comme étant de sang étranger. Ainsi le règlement du 1909 a stipulé qu’aucun étalon de « robe blanche, grise, palomino ou tachetée » ne puisse entrer dans le registre d’élevage. Les chevaux bais et noirs ont perdu de leur popularité et au moins une jument a été retirée du studbook pour nulle raison autre que sa robe baie.
La reproduction spécifique pour couleur et l’exportation d’animaux de robes non officielles mais populaires dans des pays voisins - en particulier les exportations des robes baies vers la Suède - ont eu pour résultat de faire de l'alezan la robe dominante : la liste d’étalons dans la première section du tout premier studbook du cheval finnois contient 105 alezans et seulement 8 bais. Le résultat est, que moins de cent ans plus tard, plus de 96 % des chevaux finnois ont porté la robe alezane.
Cette reproduction sélective vigoureuse pendant le début des années 1900 et le goulot d’étranglement génétique produit par le nombre très bas de chevaux de cette race dans les années 1980 ont eu comme effet que seulement quelques petits établissements d’élevage ont gardé les robes palomino. En ce temps-là il y avait seulement un total de moins de dix chevaux finnois porteurs de robe grise ou palomino. Tous les finlandais qui portent actuellement le gène crème sont descendants d’une seule lignée de juments depuis/fondée par Voikko (dont le nom finnois signifie littéralement Palomino), une jument palomino active dans les années 1920.
Bien que les dilutions crème et noire soient toutes les deux rares, quelques animaux noir réglisse sont reconnus. Le premier, une pouliche née en 2009 identifiée comme noir réglisse dès sa naissance. Un test ADN vérifie sa robe en 2010,,. Cet animal est considéré « sinon le premier, du moins le premier après un très long temps ». En avril 2010 est née une deuxième pouliche de robe rare. Descendant d'un étalon de robe isabelle et une jument palomino elle portait l'apparence d'une double dilution crème. Avec ses yeux bleus et la « peau rose et une robe très pâle », elle reçoit plus tard la reconnaissance officielle de double dilution crème,,,,,.
La robe rouan est également rare et de nos jours supportée elle aussi par une seule lignée de juments. Celle-ci descend de Sonja, née en 1939 et de robe aubère,,. En 2010, il existait seulement six finlandais rouans vérifiés, tous descendants de Taika-Tyttö née en 1987, l'arrière-petite-fille de Sonja. L'avant-dernière lignée rouan s'est terminée avec l'étalon Jesper Jr, né en 1981, qui est mort sans descendance. La robe grise est présente dans deux lignées de juments, dont une ne couvre que Iiris 2275-88R, qui vit toujours mais au moins jusqu'en 2009 n'a pas eu de descendants gris. La deuxième lignée est issue de la jument Pelelaikka, particulièrement par son petit-fils maternel E.V. Johtotähti 1726-93Ta, un étalon décoré de la section traits,,.
Le gène silver est resté pour deux raisons. Premièrement, il ne touche que la robe noire et ainsi se « cache » dans une alezane. Deuxièmement, quand il prend effet sur robes de base noire ou bai, il produit un phénotype de type alezan. Le deuxième est de changer la noire et la baie en phénotype de type alezan. Ce qui fait que pendant longtemps le bais silver a été enregistré comme « alezans cannelier », et le noir silver comme « brûlé alezan avec crins lavés ».

### Quatre lignées d'élevage
Le registre d’élevage pour le finlandais a été créé en 1907. Depuis 1971 tous les chevaux finlandais sont enregistrés dans l'une des quatre sections de la race : la section travaillant (T; le type traits), la section de trotteur (J), les chevaux d'équitation (R) et la section pour chevaux de grandeur de poney (P),. Cette division s’est développée peu à peu : la première a été créé en 1924 mettant les chevaux de travail ou le type traits (työlinja) dans une section, et les chevaux plus légers « tout-autour » ou « universels » dans une autre. En 1965, cette section a été rebaptisée la section trotteur. Alors, en 1971, cette section de chevaux de types plus légers a été divisée en trois : le J pour trotteurs (juoksijalinja), le R pour chevaux de selle (ratsulinja) et le P pour chevaux de type poney (pienhevoslinja). Aujourd'hui, la majorité de finlandais sont du type trotteur.

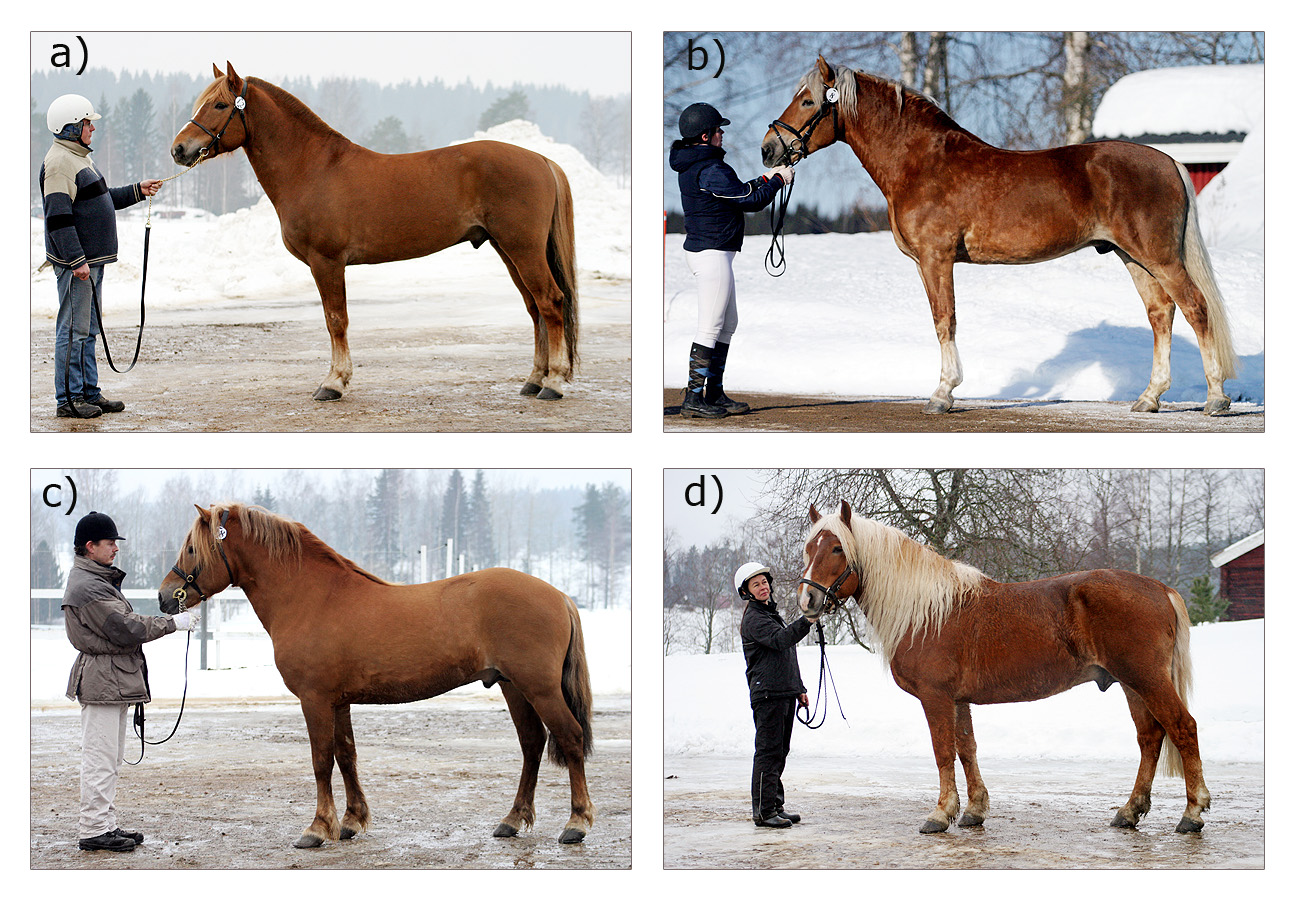
Les quatre types de chevaux finlandais : a) type trotteur, b) type selle, c) petit type, d) type trait.

#### Type trait

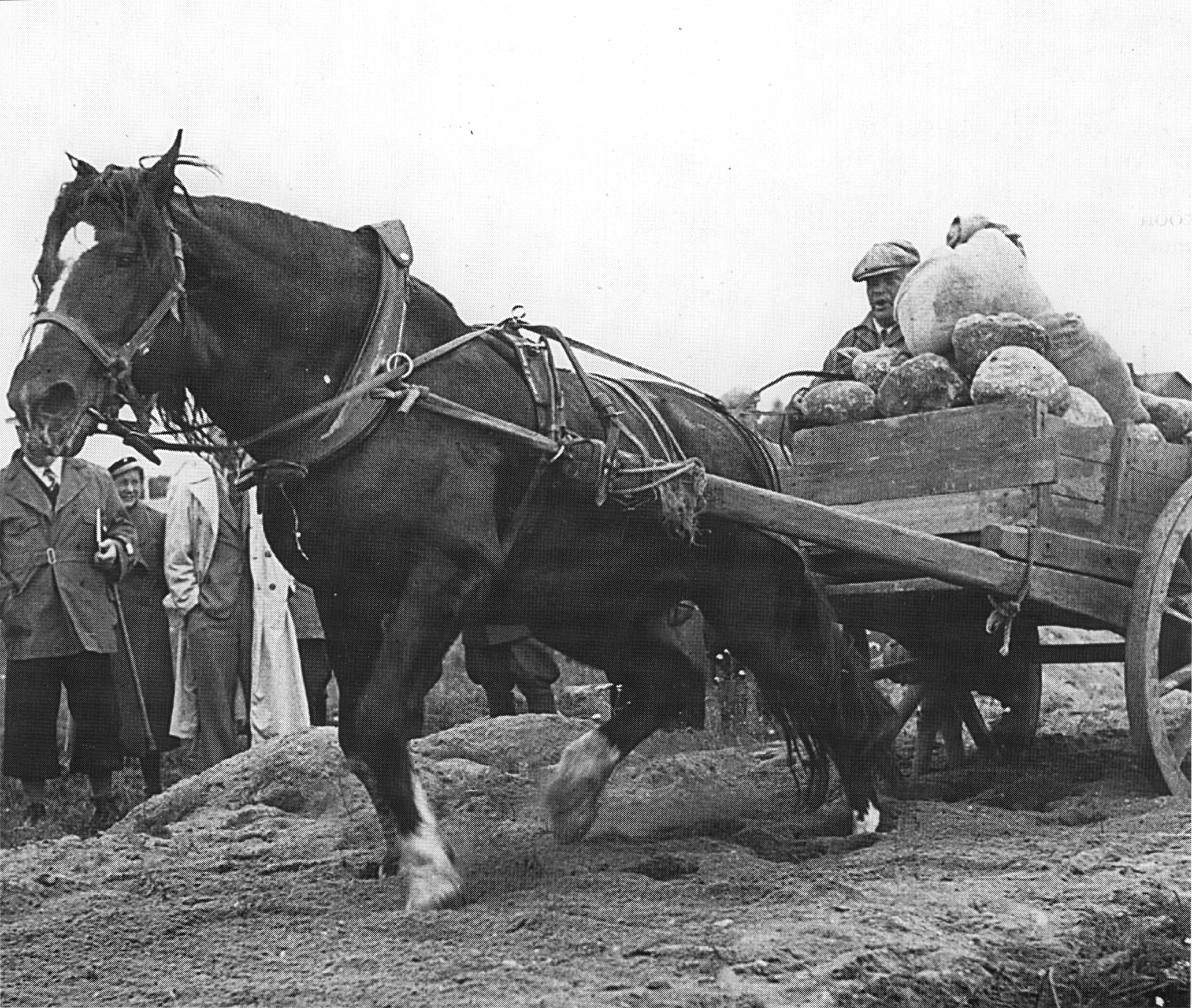
Murron-Ryhti 3531, étalon de type trait, tirant un chariot de pierres dans la position basse et effective typique de la race lors d’une compétition de traction des années 1930.

Le type travailleur ou le type de trait est la section la plus ancienne chez le cheval " finlandais". Les chevaux de ce type ont été inscrits dans leur propre section depuis 1924 lors de la première division du registre d’élevage de la race. Bien que le type de finlandais le plus ancien, le type de traits soit devenu rare de nos jours, en 2004 cette section comptait seulement 1 000 chevaux enregistrés.
Les chevaux de trait finlandais sont plus robustes et ont un dos plus long que les autres types de finlandais. Même s’ils sont relativement petits en comparaison avec d’autres races de type traits, les finlandais ont une capacité de traction remarquable : ils peuvent traîner des poids extrêmement lourds grâce à leur technique qui combine un départ très puissant avec une position basse  du corps très efficace pour la traction.Les chevaux de type traits finlandais sont - kilo pour kilo - plus puissants que beaucoup d’autres races de taille plus grande.
Un cheval de trait tire en moyenne  l'équivalent de 80 % de son propre poids, tandis qu’un finlandais peut tirer environ l'équivalent de 110 % de son poids. Dans des compétitions les meilleurs chevaux de travail finlandais peuvent faire encore mieux, réussissant à  tirer des charges équivalent à plus de 200 % du poids de leur propre corps,. Avant qu'il ne puisse servir dans un haras un cheval de trait finlandais doit passer deux tests : un test du pas et puis un test de maniabilité générale. L’accomplissement du cheval dans ces tests est ajouté avec ses points pour le caractère et les mouvements il en résulte le score final pour sa capacité travailleur. Le cheval est évalué pour sa morphologie. Après avoir passé avec au moins le score minimum les tests pour la capacité " travailleur" et l'examen morphologique, pour être inscrit dans la section de trait du registre d’élevage, un étalon finlandais doit pouvoir trotter une distance de 1 000 mètres en moins de 2 minutes et 30 secondes.

#### Type trotteur

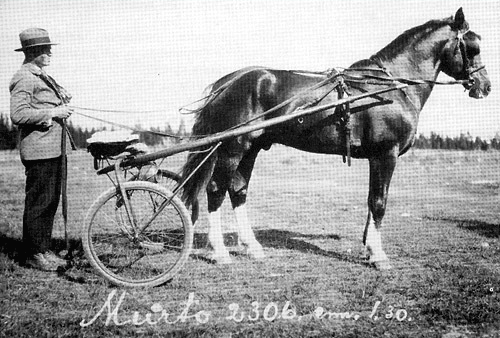
L'étalon Murto 2306, né en 1917, était en avance sur son temps aussi bien pour la vitesse que pour le type. Son aspect « étranger » avec le marquage distinct l'a presque tenu hors du registre d'élevage, mais une fois entré au haras il a réussi extrêmement bien : son influence génétique est puissante, notamment par son fils Eri-Aaroni.

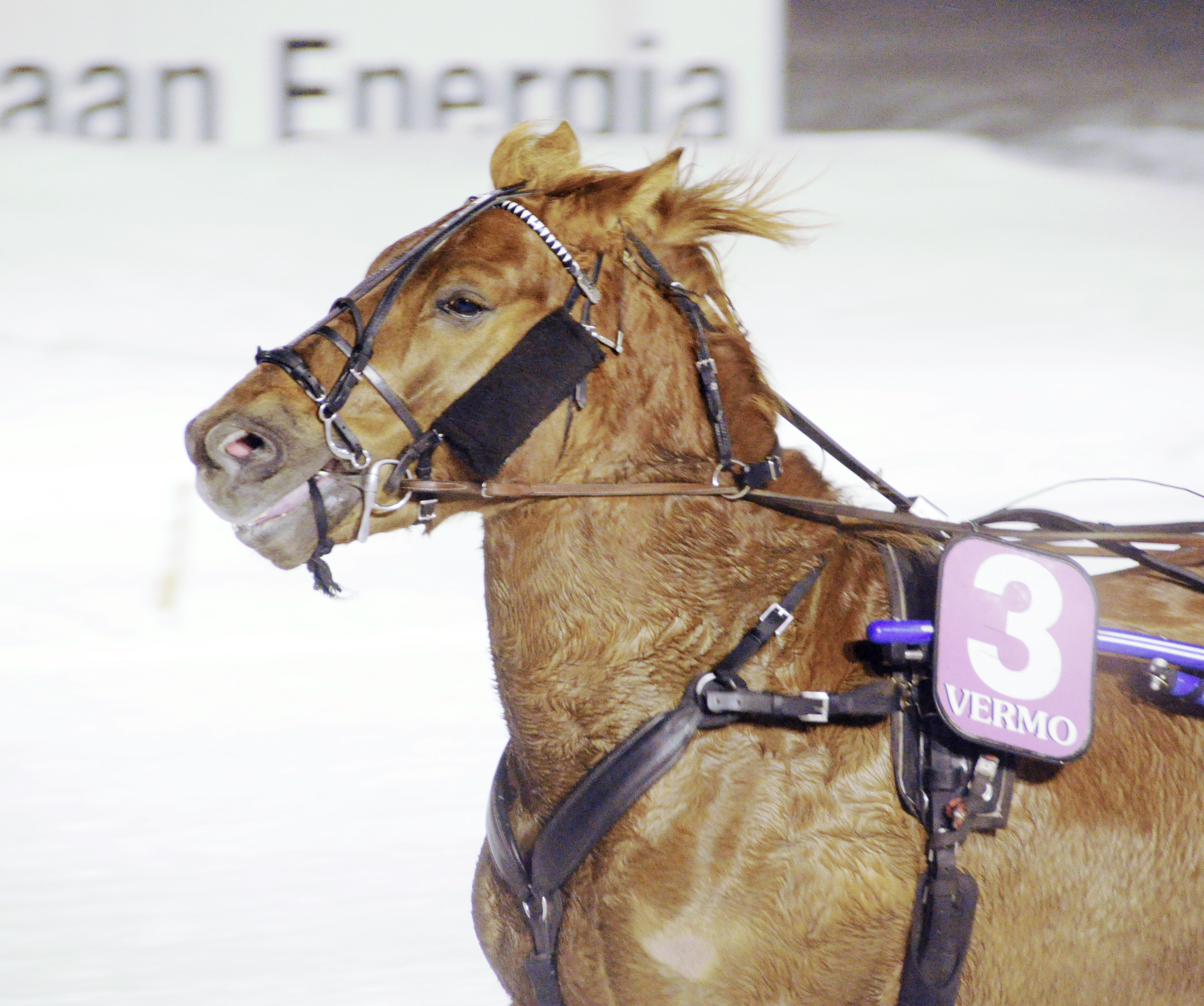
Gros plan sur la tête d'un cheval finlandais de type trotteur.

Le type trotteur est le type le plus léger du finlandais. Un cheval de cette section doit avoir une conformation légère mais musclée, avec un corps et des membres relativement longs. À l'évaluation pour le registre d’élevage, un cheval de type  trotteur doit passer les normes dans ses résultats de courses et/ou dans son index de valeur de reproduction déterminés par le haras national finlandais Suomen Hippos (fi). La disposition d’un trotteur est évaluée pendant un test de maniabilité. Contrairement aux autres types de finlandais, aucune morphologie type n’est déterminante pour l’évaluation – si les temps sont sous les limites du standard, le trotteur entre dans le stud-book.
Le type trotteur existe comme une section de reproduction séparée depuis 1965, quand la section du stud-book « cheval universel » pour le finlandais a été rebaptisée et remplacée par la section " trotteur " . Pendant que le nombre total des finlandais est tombé pendant le XXe siècle, la popularité des courses de trot a tourné le nombre de natalité du finlandais autour des dépressions historiques des années 1970 et des années 1980. Aujourd'hui, environ 2 000 finlandais sont à l'entraînement et 3000 courent dans les courses hippiques. Le championnat annuel officiel finnois Kuninkuusravit ou Courses royales, a débuté en 1924 et est toujours organisé depuis. Il est suivi par des dizaines de milliers de spectateurs.
Le finlandais atteint la maturité plus lentement que les races plus légères et entre ainsi d'habitude dans les courses à l'âge de quatre ans. Pourtant, par sa constitution, il résiste aux inconvénients de la compétition mieux que les trotteurs légers et la carrière de compétition chez la race peut être très longue. Les règlements intérieurs de course en Finlande permettent au finlandais d'entrer en course dès l'âge de 3 ans jusqu'à 16 ans.
Pour un cheval à sang froid, le finlandais est assez rapide. Le record officiel des chevaux à sang froid en Finlande en 2010 est de 19,9aly fait par l’étalon Viesker, quintuple champion du Kuninkuusravit,,. Le record mondial des courses de trot pour les chevaux à sang froid était détenu par les finlandais depuis des années jusqu'à ce qu'en 2005 le record ait été battu par Järvsöfaks, un trotteur à sang froid suédois (suédois : Svensk Kallblodstravare),.
Le record officiel finlandais pour les juments, et au même temps le record mondial pour les juments à sang froid, est de 20.2aly, tenu par I.P. Vipotiina, la double championne du championnat Kuninkuusravit,. Le record absolu des finlandais est de 19.4aly par l’étalon Sipori mais comme le résultat n'a pas été assorti d'une victoire, le temps n'est pas un record finlandais officiel,. Les finlandais ont réussi si bien contre d'autres races de trotteur à sang froid de Scandinavie que, depuis le XXIe siècle, ils ont été admis aux courses suédoises et norvégiennes seulement sur invitation.
Le succès d'un trotteur finlandais peut être entravé par quelques défauts de conformation communs dans la race. Ceux-ci sont par exemple poids excessif dans l’avant du corps et membres de derrière sur-angulés,. Un autre problème est la tendance des finlandais de trotter les membres d’avant et de derrière directement len us directement en ligne avec les autres, ce qui comporte de hauts risques de « falsification », où les sabots de derrière frappent les phalanges proximales de front, qui peut provoquer la démarche cassante. On peut l'aider quelque peu avec une ferrure adaptée "prudente". Il y a aussi une tendance à l'ossification des cartilages de sabot des pieds de devant, une tendance qui augmente avec l'âge et semble être transmissible. Cette condition est commune dans les races de trait. Pourtant, une étude de finlandais affectés a permis de noter que les chevaux avec de longs orteils et des talons bas étaient communs et l'ossification corrélée avec la longueur des talons.

#### Type selle

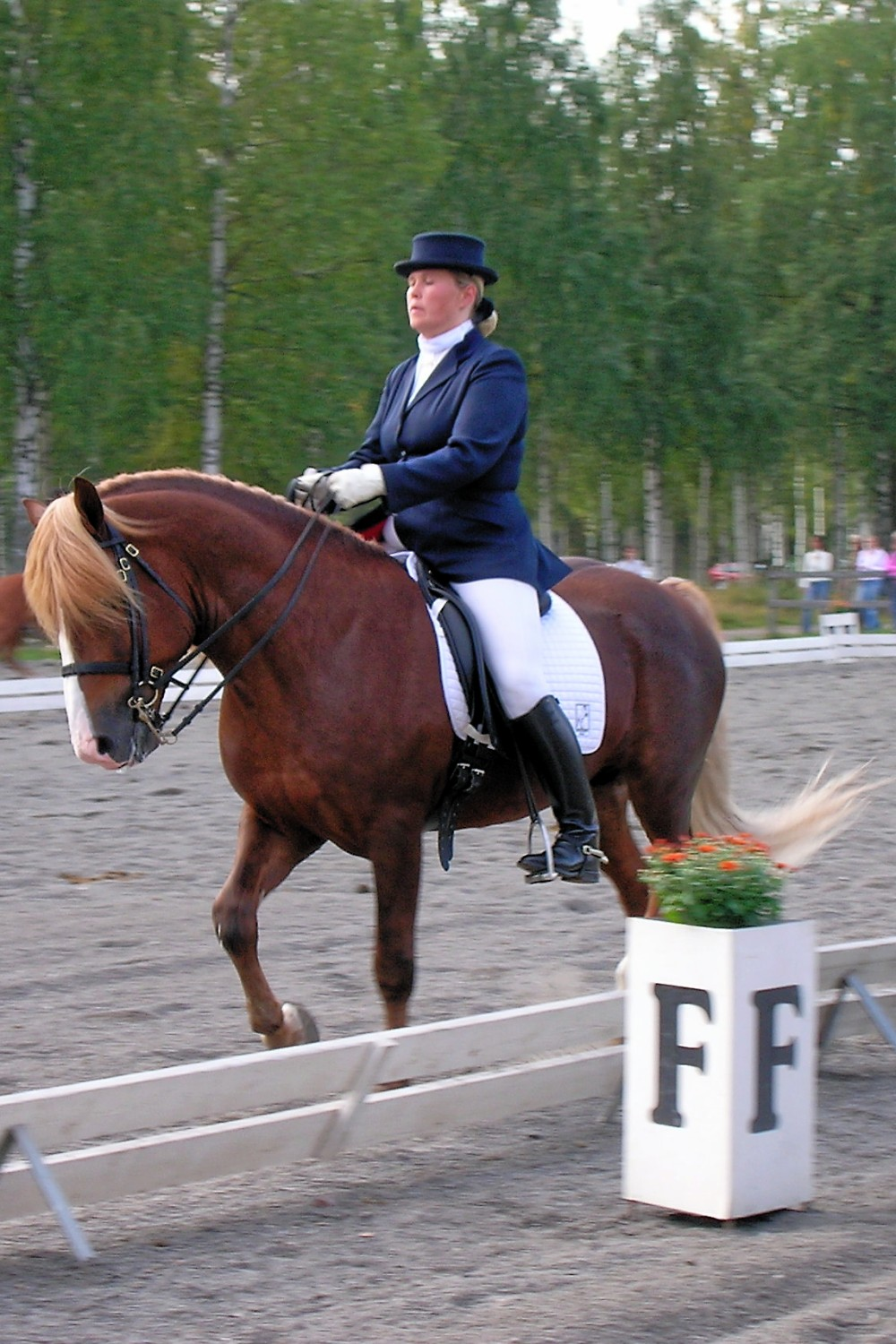
Un étalon finlandais dans une compétition de dressage

Le type d’équitation du finlandais est une monture capable et sûre. Il manque de quelques traits exigés pour exceller dans les compétitions d’équitation des plus hauts niveaux internationaux, mais sa combinaison de taille et de bon tempérament en fait une monture convenable aussi bien pour les adultes que pour les enfants,. Pour se qualifier pour la section équitation, un finlandais doit se porter bien, et avoir un long cou, une petite tête, des épaules obliques et un garrot bien défini. Le corps ne doit pas être trop long. Ces objectifs de sélection ont produit des finlandais de construction universelle plus légère, avec un cou plus long, de meilleurs allures et moins de défauts de conformation, permettant au type moderne du finlandais d’équitation  de travailler plus facilement rassemblé. En même temps aussi le tempérament des finlandais type de selle semble être devenu plus vivant. Pour réussir l'évaluation pour le registre d’élevage, un cheval de ce type doit passer les tests suivants: 
1)soit se placer dans un dressage de grade IV ou dans l'attelage, soit passer un test dressage
2) passer un test de saut, 
3) un test d'équitabilité, 
et posséder des allures propres. Les juments peuvent être qualifiées uniquement sur les motifs d'un test de equitabilité et une évaluation du gait.
Malgré l'image du Finlandais comme un cheval de ferme et de travail, la race a été utilisée comme monture de cavalerie du XVIIe siècle jusqu'à la fin de la Seconde Guerre mondiale,,,,. Après la mécanisation de l'agriculture finlandaise dans les années 1960 et 1970, cependant, il n'était pas clair si le finlandais ferait la transition vers équitation, même si l'utilisation à long terme de la race par la cavalerie finlandaise l’avait prouvé bien adapté pour ce travail. Le finlandais avait une image forte comme un cheval de travail en harnais, associé à la vie rurale et des temps anciens. Quand l’équitation a émergé et s'est établie comme un passe-temps dans les villes finlandaises pendant les années 1960, des chevaux et des poneys importés ont été préférés comme montures, ; les chevaux de demi-sang représentant les temps modernes, les loisirs et la richesse en fort contraste avec l'apparence robuste et peu sophistiquée du finlandais. Le progrès de la section d’équitation du studbook créée en 1971 vient lentement : comme l’idée du finlandais sous la selle semblait presque ridicule en ce temps-là cette section ne contient que quelques douzaines de chevaux au cours de sa première décennie.
En 1974 l'association enregistrée Suomenratsut (SuoRa) a été fondée pour promouvoir l'utilisation du finlandais sous la selle. Son action directe et la croissance de la popularité de l'équitation de loisir ont pour résultat que le type du finlandais mieux adapté pour l’équitation commence à s'implanter en Finlande, bien que l’association elle-même estime que à la fin des années 1970 seulement 300 finlandais de ce type sont en usage actif. Cependant, la popularité des courses attelées et l’élevage du type trotteur finlandais ont développé une race généralement plus légère et plus rapide, un fait qui a également contribué aux objectifs du type équitation.
Le haras de l'état finlandais à Ypäjä  a été le premier à produire et à entraîner les chevaux d’équitation en quantités importantes dans les 1970. Leurs performances de haute qualité a augmenté la popularité et la crédibilité du finlandais de selle rendant cette race  de plus en plus appréciée sous la selle. Aujourd'hui on compte plus de 5 000 finlandais d’équitation et le type est en demande croissante, tandis que la section trotteur souffre de surproduction,.

#### Petit type

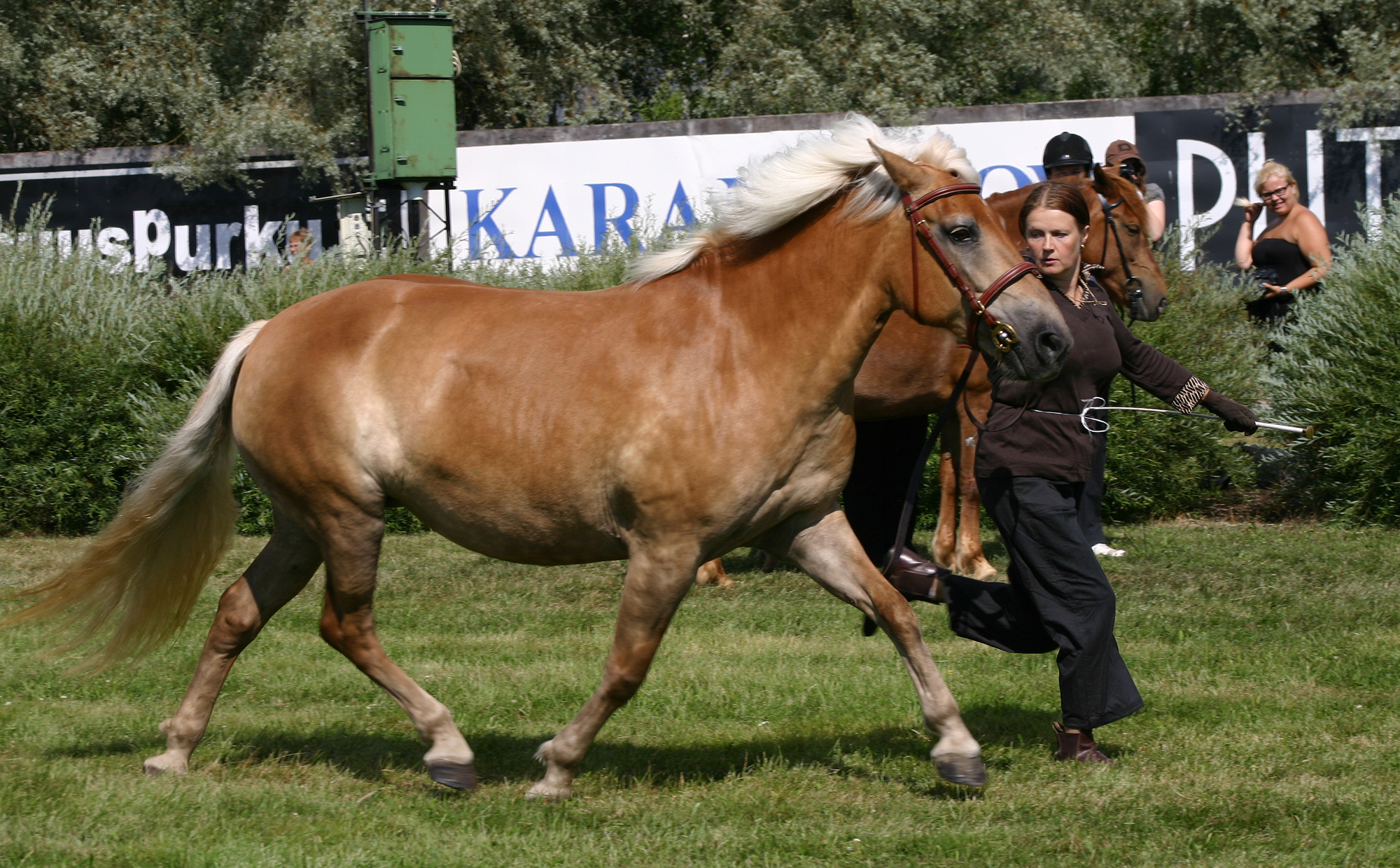
Malgré ses mesures réduites le petit finlandais n'est pas un poney : ses proportions et ses allures sont les mêmes que chez les types plus grands du finlandais.

Le petit finlandais (finnois : suomenpienhevonen) de taille poney élevé dans sa propre section de petits chevaux peut mesurer jusqu'à 148 cm de haut au garrot ou à la croupe. Le cheval doit aussi passer soit le test de maniabilité soit celui d’équitation,. De plus, sa généalogie doit être bonne: les petits individus descendants de lignées de chevaux plus grands ne sont pas acceptés. Un finlandais de taille poney doit être bien proportionné partout et porter les caractéristiques semblables à ceux des chevaux plus grands de la race,. La nature de petits chevaux, leur obéissance et leur volonté de coopération reçoivent une attention particulière.
Le petit cheval finlandais est adapté à presque tout ce que les chevaux finlandais plus grands font. La seule exception est faite pour les traits lourds en raison de la petite taille et les forces mineures du type de taille poney finlandais. Certains individus de ces petits chevaux, cependant, sont capables de rivaliser sur un pied d'égalité et ont même battu les plus grands spécimens dans des compétitions de travail. De multiples petits chevaux portent double acceptance dans le registre de race : d’abord comme type poney et puis pour élevage trotteur. La raison en est que les chevaux minuscules finlandais sont plus ou moins égaux avec les trotteurs finlandais plus grands. En compétition combinée la petite taille leur donne davantage d’agilité. Les petits finlandais sont également populaires dans les écoles d'équitation et comme montures thérapeutiques,,.
Fondée en 1971 la section du type poney est la section la plus récente du registre d'élevage du finlandais. Lors de sa création il ne restait en Finlande que quelques rares lignées de petite taille après des siècles d'élevage pour une taille plus importante. Avec seulement environ 80 étalons et 420 juments acceptés dans le registre d’élevage, elle reste en 2010 le type plus rare du finlandais.

## Évaluation pour le registre d’élevage
Pour être enregistré comme un finlandais, un cheval doit, soit avoir des parents inscrits comme des finlandais, soit être vérifié pour être descendu d'au moins trois générations de finlandais. Pour se qualifier pour le registre d’élevage comme un animal d'élevage, un cheval doit prouver lui-même atteignant ou dépassant la norme fixée pour les différentes qualités de cette race: capacité de performance, la conformation, l'attitude, et dans certains cas, la qualité de la descendance,. Tout cheval offert pour le registre d’élevage du finlandais doit être d'au moins 4 ans, un étalon ou une jument, et avoir été enregistré comme un finlandais. Le comité d'évaluation pour le registre considère d’abord les performances des chevaux dans leur discipline souhaitée: courses de trot, équitation, attelage, ou concours complet d'équitation pour chevaux de travail.  
Chevaux à être enregistrés dans le registre d’élevage sont testés pour des performances à l'inspection de l'inscription du registre. À l'exception de la section trotteur, ils sont également évalués sur « type » ; l'aptitude du cheval pour la section pour laquelle il est proposé. Les individus qui ne se qualifient pas pour le registre sur leurs propres mérites peuvent être acceptés plus tard, sur la base de réalisations de qualité et de leur progéniture. Pour ce faire, la progéniture d'un cheval est évaluée par son histoire concurrentiel ou son évaluation pour le registre d’élevage, et si d'assez bonne qualité, ses parents sont alors également accordés à l'acceptation dans le registre. À l'inverse, un cheval peut être retiré du registre d’élevage, si sa progéniture porte une faille ou condition héritée. Un étalon peut également être retiré si sa progéniture est nettement en dessous du niveau moyen en évaluations concurrentielles ou celle pour le registre d’élevage.

### Test du pas
Le test du pas est donné uniquement aux finlandais de type trait, il mesure l'endurance du cheval tirant une charge. Le cheval tire une charge de 500 kg sur une distance de 500 mètres, au pas de marche. Le temps calculé par kilomètre ne doit pas être de plus de dix minutes pour se qualifier. Un cheval qui le fait sera gratifié de quatre points. Des points supplémentaires sont donnés pour des temps plus courts à intervalles de 30 secondes. Le maximum de points donnés est de 10, qui signifie un temps ne dépassant pas 8 minutes et 30 secondes.

### Test de traction

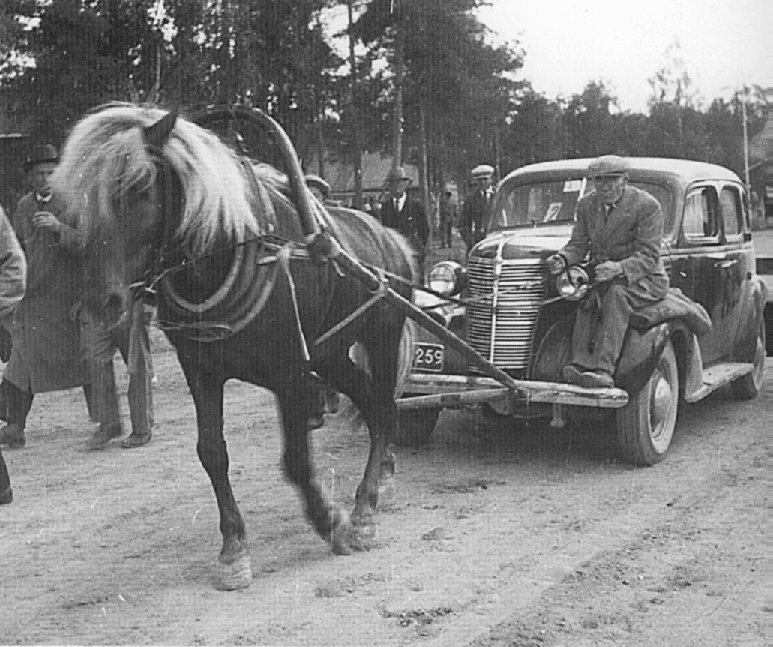
Étalon finlandais au cours d'un test de traits conduit à l'aide d'une charge voiture. Comme exception aux règlements, on voit son éleveur assis sur la voiture. Ce type de test fut part de sélections pour le registre d'élevage de 1936 jusqu'au 1970.

Le test de traits ou le test en résistance à la traction, est aussi un test réservé aux chevaux de trait, et il mesure la capacité de tirer par rapport à la taille du cheval. Le test est effectué en plusieurs étapes progressives, avec une augmentation de la charge à chaque fois. Le cheval sera testé tirant un traîneau sur sable. La friction entre le traîneau et le sable est prise en compte et elle est mesurée avant le test. Le traîneau est chargé en fonction du poids du cheval; à la première tentative, la charge est égale à 36%  du poids estimé du cheval. À chaque étape de l'essai, la charge est augmentée de 6 % du poids du cheval. Le cheval doit tirer le traîneau 10 mètres à chaque poids. Si le cheval s'arrête lors d'un test et ne reprend pas dans la minute, ou bien s'arrête quatre fois avant d'atteindre la distance requise, le test est interrompu. Deux points sont attribués pour chaque phase terminée avec succès du test, qui donne un score total maximum de 20. Le style de traction est également évalué, et noté de 4 à 10 points,. Pour réussir le test, le cheval doit accomplir avec succès au moins cinq étapes du test. Cela correspond à une capacité de traction de 60% du poids du cheval. Une récompense de 20 points signifie que le cheval tire une charge qui vaut 90 % de son propre poids.

### Test de maniabilité
Le test de maniabilité générale est effectué par des étalons trotteurs. Il est facultatif pour les chevaux de type trait en remplacement de l'épreuve de traction, et pour les petits finlandais de taille poney en remplacement de l'épreuve de selle,. Le cheval est entraîné par deux membres différents  de la commission d'évaluation du registre d’élevage lors de ce test, et il est demandé de travailler au pas et au trot. Sa coopération et sa disposition sont évaluées sur une échelle de 4 à 10 points.
Pour les chevaux de type trait, le test de maniabilité évalue la disposition : l'adaptabilité, la fiabilité, et le calme du cheval. Il se compose de quatre parties, et de 0 à 5 points sont donnés pour chacune. Pour réussir le test, le cheval doit marquer au moins un point pour chaque partie du test, et son score combiné pour l'essai doit être d'au moins 10 points. La première partie mesure le comportement du cheval pendant qu'il est attelé et chargé, déchargé et dételé, et les trois autres parties évaluent la façon dont le cheval se comporte quand on le dirige. Ces parties comprennent souvent la régulation de la vitesse de marche, des arrêts, de tours autour d'obstacles, et des reculs autour d'un coin avec une charge.

### Test d'équitabilité
Dans le test d’équitabilité, le cheval est évalué par un membre du comité d'évaluation en étant monté au pas, au trot et au galop. Le mouvement du cheval, l'équilibre et la disposition sont évalués sur 4 à 10 points. Le cheval doit exprimer la coopération, la douceur, l'écoute, la sensibilité aux signaux, et des efforts actifs,. Cet essai est exigé pour chevaux de type « équitation », et facultatif pour les petits finlandais au lieu de l'épreuve de maniabilité,.

## Utilisations
Environ 75 % des finlandais sont utilisés à un moment de leur vie dans les courses de trot attelées, l'équitation étant la deuxième utilisation,. Beaucoup de chevaux finlandais sont utilisés à des fins multiples, commençant leur carrière dans les courses de trot et, plus tard, passant à l'équitation, parfois avec un succès considérable. Les finlandais ont leurs propres compétitions mais ils participent aussi à celles ouvertes à toutes les races, surtout en dressage, saut d'obstacles et concours complet ; ils sont également utilisés en endurance, équitation western, et avec succès en attelage. Environ 1 000 chevaux sont utilisés pour l'équitation et l'équithérapie. Ils sont très populaires comme chevaux de loisir.

### Trait

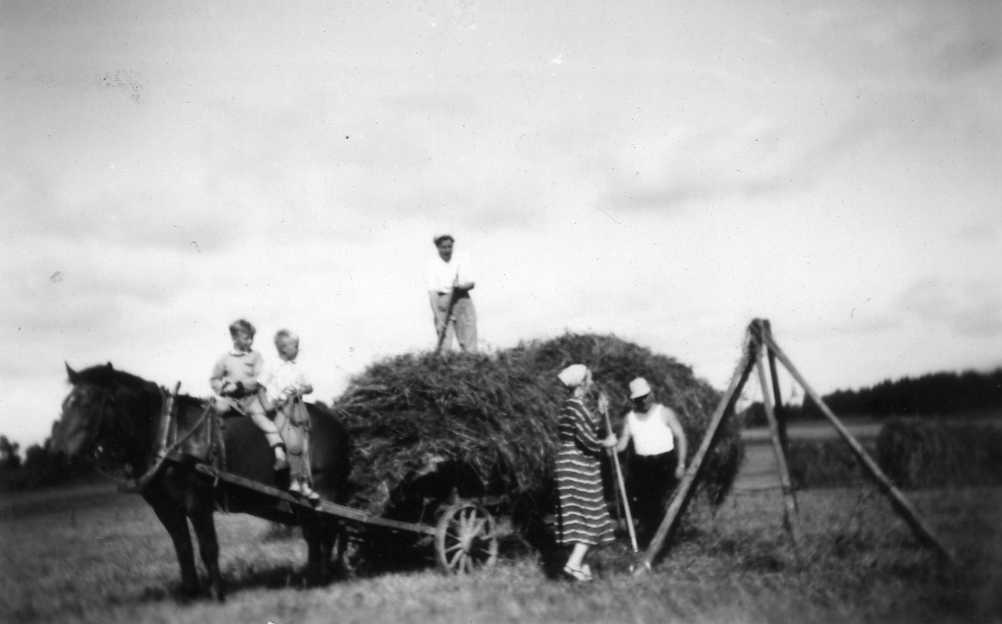
Une fenaison familiale finlandaise en 1954. La nature bénigne du finlandais en fait un compagnon précieux dans les travaux agricoles ainsi qu'une bonne monture de thérapie.

Les travaux agricoles et forestiers ont été les utilisations traditionnelles de cette race. Le finlandais n'a jamais été élevé pour être un cheval de trait particulièrement volumineux et lourd, puisqu'il était la seule race chevaline dans le pays. La polyvalence était souhaitable car le finlandais a également été la monture principale de la cavalerie. Le climat et les conditions de la Finlande ont nécessité une race endurante et robuste. En conséquence, le finlandais est resté petit mais costaud, et pourrait tirer de lourdes charges sur des terrains difficiles même quand il y a de la neige jusqu'à la poitrine. Par rapport à sa taille, le finlandais est parmi les races de trait les plus puissantes dans le monde, les meilleurs animaux sont en mesure de tirer 200 % de leur propre poids.
Il reste seulement quelques lignées de type trait chez la race, et pas plus d'environ deux ou trois cents animaux travaillent comme de véritables chevaux de trait au XXIe siècle.  Toutefois, l'intérêt pour les usages et les méthodes traditionnels est croissant, et des compétitions de travail sont régulièrement organisées avec un concours de traction ou de labourage.

### Courses de trot et attelage

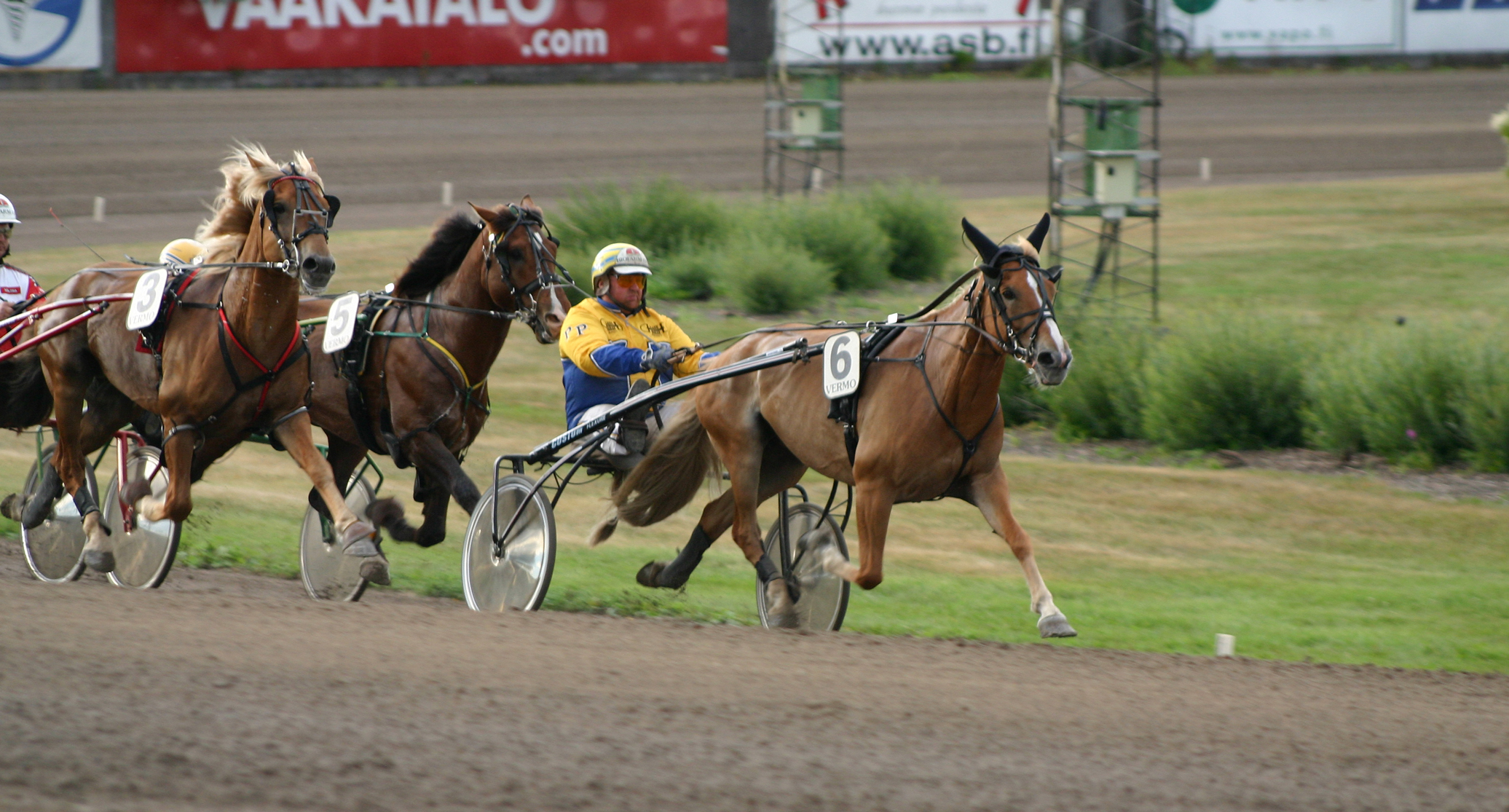
Depuis les années 1960, la principale utilisation du finlandais est les courses de trot. En tête le double vainqueur du titre Ravikuningatar, I.P. Vipotiina, lors de la course qui a établi le record du finlandais en août 2010 sur l'hippodrome de Vermo.

D'un point de vue historique, les finlandais sont des chevaux de trot, les courses sont organisées depuis 1817. Avant cela, une tradition chez les agriculteurs était la tenue de courses non officielles qui prenaient place en cours de route pour la messe du dimanche ou après l'office,. Les courses de trot sont restées un passe-temps populaire chez les agriculteurs jusqu’à la fin des années 1950. À cette époque, le nombre de chevaux en Finlande est en chute libre et les courses perdent leur popularité. Après 1959, quand le finlandais n'est plus la seule race de chevaux autorisée à courir dans le pays, l'importation de chevaux trotteurs légers plus rapides et l'introduction du pari mutuel urbain apportent du professionnalisme et une énergie nouvelle à ce sport. L'intérêt accru pour les paris conduit à la croissance des courses, qui à son tour fait des courses de trot l'utilisation principale du finlandais sur les décennies suivantes,.
Les finlandais participent aussi aux épreuves d'attelage de compétition, et sont la race la plus souvent utilisée pour ce sport en Finlande, en particulier aux niveaux régional et national ; Jehun Viima, sous l'impulsion d'Heidi Sinda, a été membre de l'équipe finlandaise d'attelage à un cheval qui a terminé deuxième aux championnats du monde, à Conty en France en 2002. Selon Madame Sinda, le finlandais est idéalement adapté pour l'attelage de compétition, car il se conduit bien, il est concentré, travailleur, obéissant, et possède « des nerfs solides ».
L'étalon le plus célèbre de la race à ce jour est Viesker,,, qui a remporté le championnat annuel des étalons et le titre de « Roi du Trot » cinq fois de suite de 1996 à 2000, puis fut le premier trotteur finlandais à passer la barre des 1.20, (1.19,9 en 2002). L'actuel record des courses de trot finnoises, 1.19,4, est détenu par l'étalon Sipori. La plus célèbre jument est I.P. Sukkula qui a gagné le « championnat annuel des juments » et le titre de « Reine du Trot » trois fois en 1996, 1999 et 2000.

### Équitation

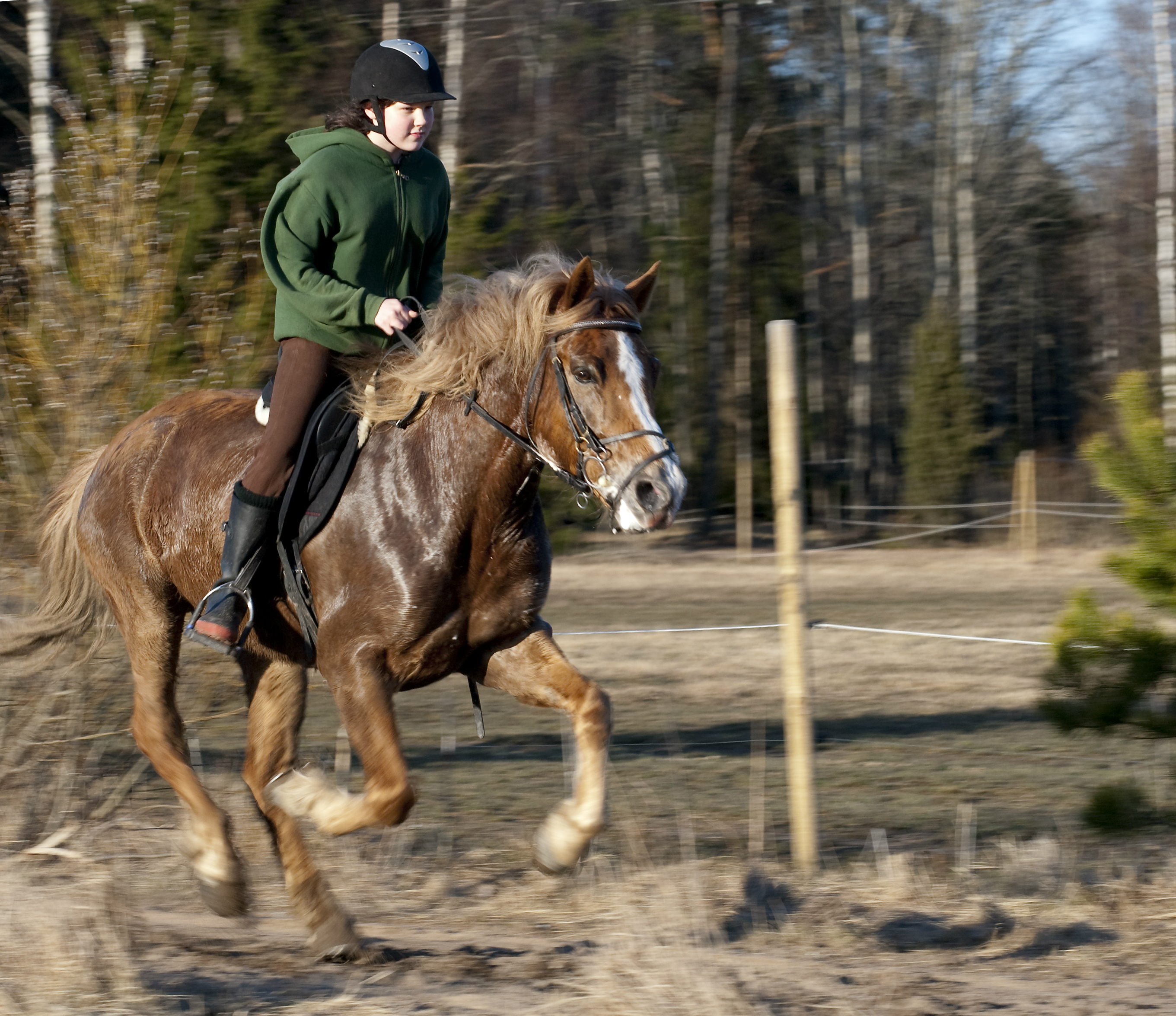
La popularité du finlandais pour l'équitation de loisir a augmenté en Finlande depuis la fin du XXe siècle.

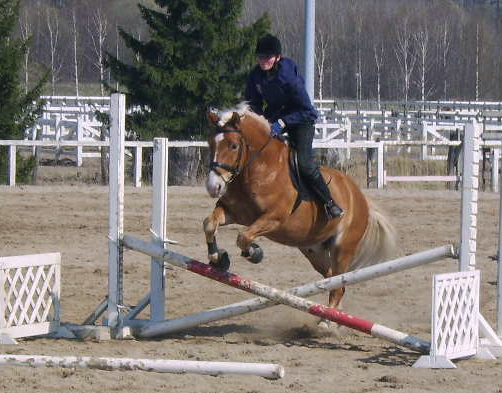
Passage d'un obstacle de base en forme de croix.

Le finlandais est populaire comme cheval de selle de loisirs, bien adapté à l'équitation de manège, au parcours d’équitation de randonnée, et à l'équithérapie,. Sur les dix chevaux actuellement employés par la police montée de Helsinki, deux sont finlandais, même si la race est considérée légèrement trop petite pour le travail.
Il est compétitif dans de nombreuses disciplines, et les années 1970 voient la création des classes de compétition séparées pour le finlandais aux exhibitions, ce qui contribue à accroître la popularité de la race. Bien que les finlandais soient trop lents pour une compétition directe en concours complet d'équitation ou en courses de trot attelées contre les Pur-sangs et autres races de sport, ils font des montures très fiables pour les randonnées, en particulier sur terrain difficile. Pendant la Guerre de Continuation, ces chevaux ont traversé avec succès toutes les zones humides qu'ils ont rencontré. La jument finlandaise Uusi-Helinä, montée par Ritva Lampinen, a terminé avec succès le parcours d'endurance du championnat du monde d'équitation à Stockholm (Suède) en 1990, à la 28e place,.
Le finlandais est considéré comme un assez bon sauteur fiable, et il est régulièrement vu en saut d'obstacles sur des barres de 130 cm. Les finlandais ont assez bien réussi dans des niveaux inférieurs, car ce sont des sauteurs propres et efficaces, mais leur courte enjambée au galop et au « canter » les empêchent de concourir à des niveaux plus avancés. Dans son œuvre Ratsastuskirja en 1952, le cavalier olympique Werner Walldén décrit le finlandais comme un animal endurant et résistant, mentalement concentré, et de maintien facile. M. Walldén a considéré le saut comme son meilleur atout en équitation, mais il a noté que sa portée n'atteint pas le niveau requis pour la compétition internationale moderne.
En dressage, le finlandais est capable de rivaliser avec des « warmbloods » à des niveaux nationaux, et dans les niveaux inférieurs il a l'avantage de pouvoir facilement effectuer les mouvements nécessaires, à des allures régulières qui facilitent sa conduite. En 2010, un finlandais a remporté une médaille dans une compétition de dressage internationale pour personnes handicapés,. En dressage de niveau supérieur, pourtant, la race est entravée par son mouvement moins beau, et limitée par son épaule un peu marquée. Certains de ces chevaux ont connu le succès en dressage, tels que les étalons Kelmi et Jaime, et mêmes un certain nombre d'entre eux  gagnent leur vie avec leurs gains en concours de dressage, ce qui est remarquable car les frais d'une vie de compétition en Finlande sont lourds et les prix en espèces faibles. La plupart des finlandais de dressage font le niveau national 4e (États-Unis) ou celui de Grade IV (GB), bien que certains individus aient concouru au niveau du Prix de Saint-Georges,.
Le finlandais, calme et stable, qui est un travailleur obéissant, sain et endurant est également bien adapté aux besoins de la thérapie équestre. Ils sont suffisamment petits pour permettre au patient de se faire assister facilement, mais suffisamment grands pour avoir des allures qui stimulent les muscles, les sens et l'équilibre du cavalier. Beaucoup de finlandais ont également été formés pour la conduite de véhicules hippomobiles, et sont donc familiers avec des bruits inhabituels et facilement contrôlés de derrière. Les ex-trotteurs sont peu coûteux. De nombreux habitants de Finlande trouvent l'apparition de leur cheval national réconfortante,.

### Influence sur d'autres races

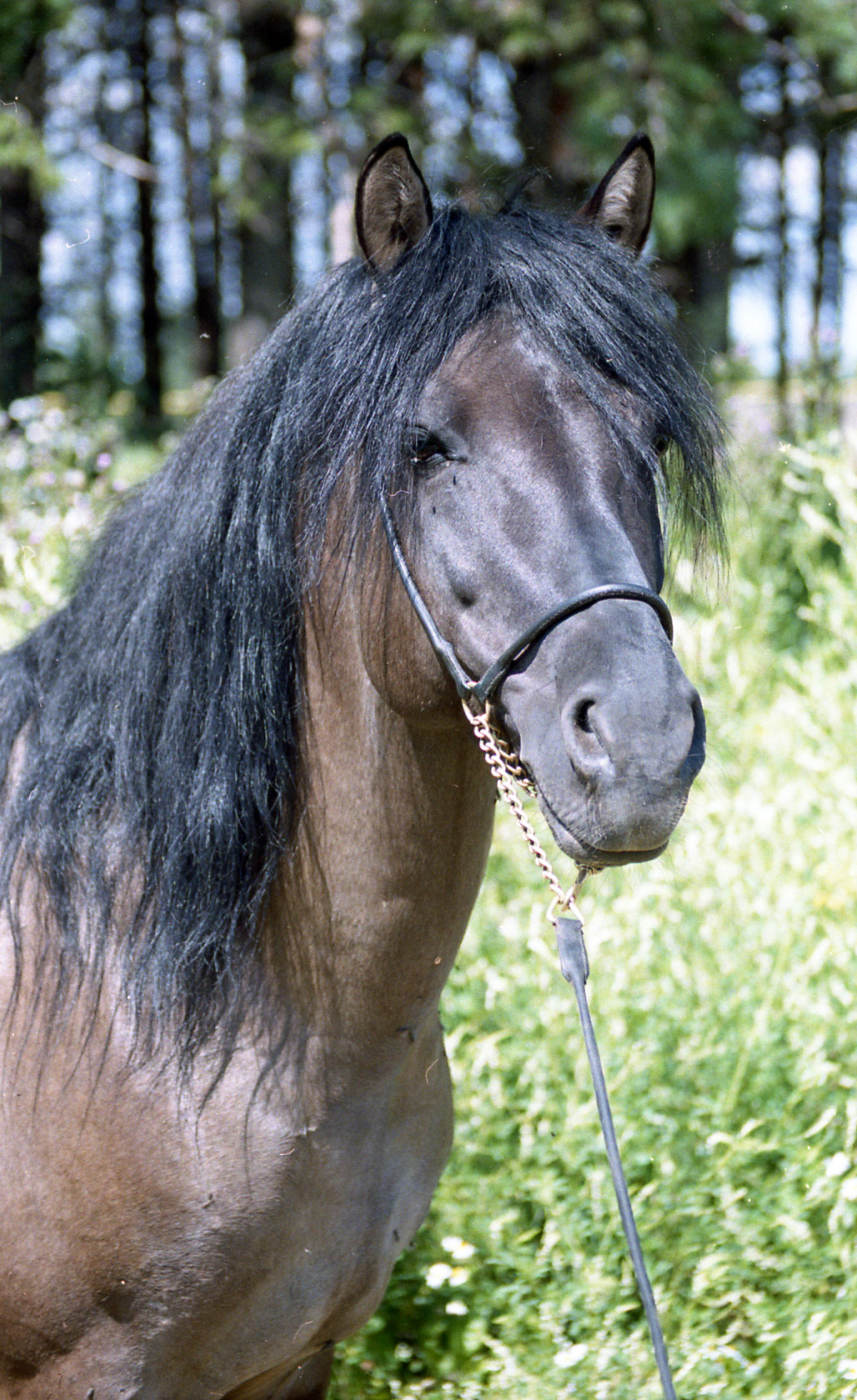
Le cheval de Viatka a une expression générale similaire au finlandais.

Du XIVe siècle au XVIe siècle, des chevaux finlandais ont été exportés vers la Russie et l'Allemagne en quantités telles que des mesures de restrictions sur le nombre d'exportations ont été fixées,,. Les exports vers la Russie au début du XIXe siècle ont influencé le développement du cheval de Viatka. Au XIXe siècle et au début du XXe siècle, les chevaux d'origine finlandaise ont été utilisés dans la création de nombreuses races baltes et russes tels que le cheval de Tori et le trait lourd lituanien, des chevaux de type trait pour des travaux agricoles. Dans la plupart des cas, ces races sont développées par croisements entre les chevaux finlandais et les petits chevaux locaux, augmentant leur taille. Dans les années 1920 et 1930, le finlandais a également été utilisé dans l'élevage du cheval estonien. Le lourd cheval de Mezen a été croisé aussi bien avec le finlandais qu'avec le cheval estonien, jusqu'à la fermeture de son stud-book dans les années 1950. Des traces de l'influence du finlandais se montrent aussi dans d'autres races de travail soviétiques et russes; au milieu du XXe siècle, la Finlande a exporté 15 000 chevaux vers la Russie soviétique dans le cadre de son indemnité de guerre. Dans les années 1960 et 1970, les petits chevaux de taille poney finlandais ont également été utilisés pour améliorer la qualité et élargir la base génétique du cheval Norvégien Nordlandshest/Lyngshest, qui était devenu hautement consanguin dans les années 1960,.

#### Tori
Au milieu du XIXe siècle, les propriétaires de quelques manoirs en Estonie trouvent le cheval indigène estonien trop petit pour leurs besoins agricoles, et viennent à la conclusion que cette population doit bénéficier de croisements. Les chevaux finlandais sont parmi les races considérées comme de bonne qualité pour le travail. En 1856, le haras d’état de Tori est fondé comme base centrale pour la nouvelle race estonienne, dix juments finlandaises et trois étalons sont achetés pour ses besoins. Bien que certains chevaux de race pure finlandaise soient produits, ils sont principalement utilisés pour les croisements. Plus tard, quand les chevaux descendants en parti finlandais croisés ne se révèlent pas aussi bons que prévu, le haras de Tori cesse progressivement d'utiliser des chevaux finlandais. Cependant, un étalon finno-arabe, Orro, a eu une influence notable sur le cheval moderne Tori par le biais de son arrière-petit-fils Haroun 42 T, qui a eu une multitude de descendants.

## Diffusion de l'élevage

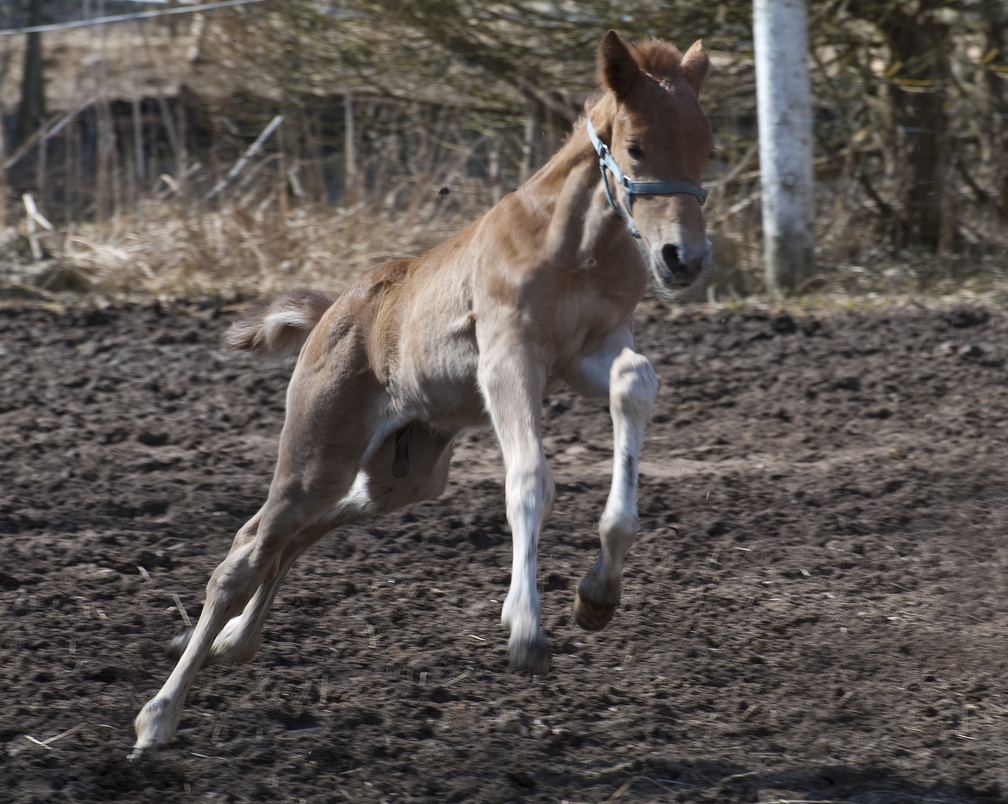
Poulain finlandais.

En 2011, l'effectif finlandais est d'environ 20 000 chevaux,, ce qui représente un tiers de la population chevaline totale du pays, avec 1 000 poulains environ qui naissent chaque année. Pour assurer la continuité de la race, il faut annuellement au minimum 200 étalons et 2 000 juments dans l'élevage, 3 000 chevaux pour les courses de trot, et 6 000 chevaux pour l'équitation et d'autres types d'utilisation.
Hors de Finlande, la race est relativement inconnue. Aucun effort promotionnel n'est organisé. Même le nom anglais de la race du « finlandais » (anglais : Finnhorse) n’a été inventé que très récemment. Il est devenu le nom standard seulement après 1990. L'ouvrage Equine Science (4e édition de 2012) classe logiquement le Finlandais parmi les races de chevaux peu connues au niveau international. Cependant, après avoir été importé en petits effectifs dans certains pays proches comme l'Allemagne et la Suède, quelques représentants de la race perdurent en dehors de la Finlande,. En 1985 et en 1987, dans le cadre d'un projet d'échanges équestres réalisé dans les années 1980, quelques finlandais ont été vendus en Autriche et en Allemagne.
En Allemagne, ces chevaux sont utilisés comme fondateurs génétiques du haras Freund, qui a produit presque une centaine de finlandais, plus tard vendus en Allemagne et en Autriche. Quelques chevaux ont également été exportés vers les Pays-Bas. Cependant, la population allemande de finlandais , de 150 chevaux environ, reste la plus forte à l’extérieur de la Finlande.
Outre le projet d’échanges déjà mentionné, de rares efforts d’exportation ont été réalisés. Cependant, en 2008, une enquête suggère la promotion de la reconnaissance du finlandais afin d'augmenter la demande internationale, et d'assurer la survie de cette race. À cette fin, dès 2008, les objectifs du programme national d'élevage contiennent des articles pour l'avancement de la reconnaissance internationale de la race, et pour l'augmentation de la demande en loisir et enseignement (dans les poneys clubs) afin de faire du finlandais la race standard en Finlande pour le tourisme équestre, et d’améliorer les possibilités qu'ont les trotteurs finlandais de participer aux courses hippiques suédoises et norvégiennes.
Ces progrès pour augmenter la popularité de la race sont compliqués dans le monde entier, car la population reste faible et manque de reconnaissance internationale. On considère que les forces de cette race dans les disciplines internationales sont sa bonne santé et sa qualité de travail, son adaptabilité et sa valeur de nouveauté à l'extérieur de la Finlande. L'adaptabilité du type « universel » de la race, une notion finlandaise, a des avantages et des désavantages : il crée un défi dans le marketing à cause de son statut vague pour les acheteurs, qui ont actuellement tendance à chercher des types de chevaux conventionnels. Par conséquent, il manque d'un fort avantage sur les races spécialisées. Pourtant, l'adaptabilité du finlandais peut le servir; les races plus spécialisées peuvent être limitées à une plus petite gamme d'activités,.